# Голоценовое вымирание

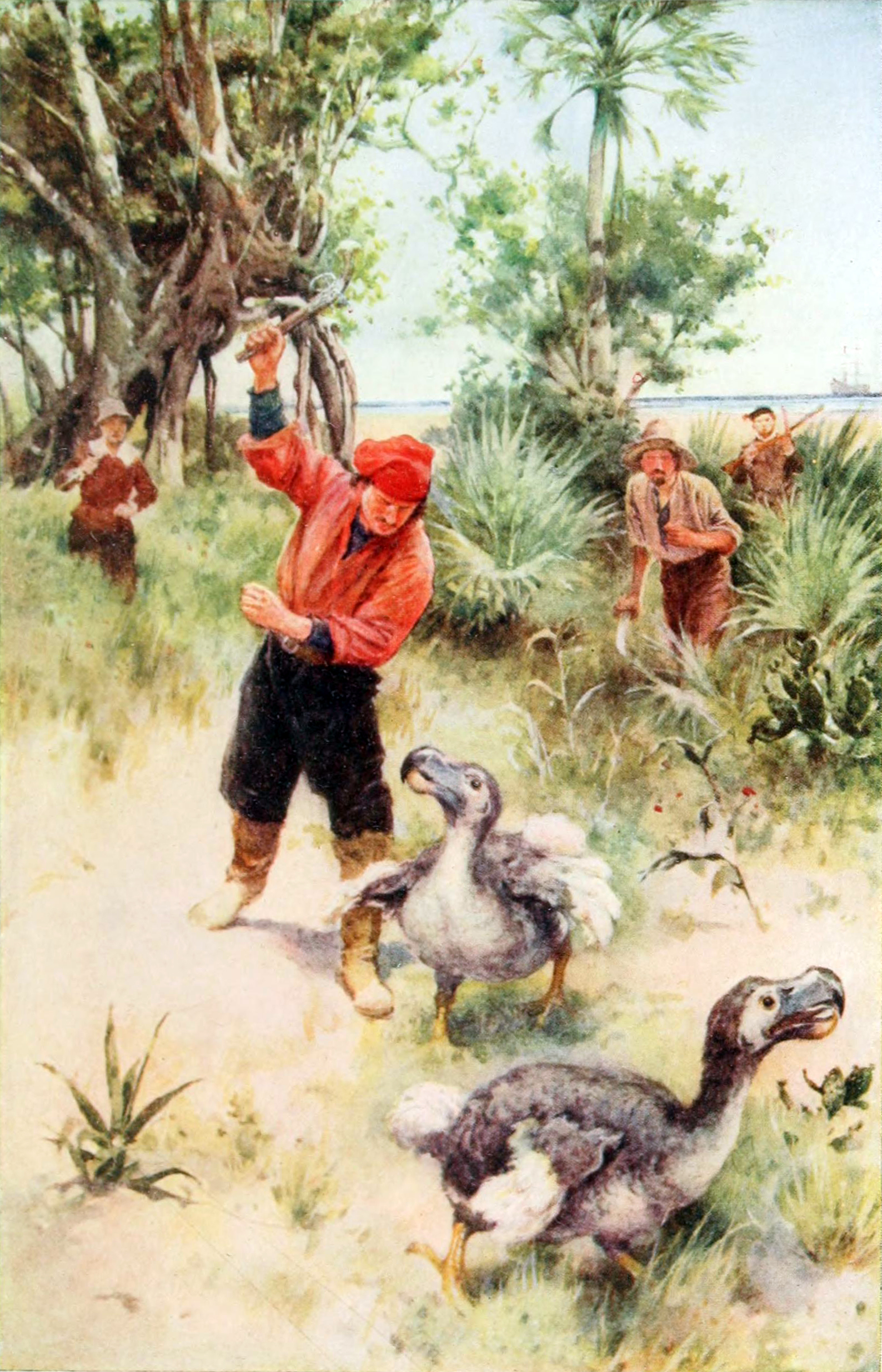
Нелетающие птицы дронты с Маврикия всего за несколько десятилетий были полностью уничтожены людьми, впервые прибывшими на остров в середине XVII века. Один из ярких примеров вымирания вида по вине человека.

Голоценовое вымирание, называемое также позднеплейстоцен-голоценовое вымирание, или антропогенное массовое вымирание, иногда антропоценовое массовое вымирание, или шестое массовое вымирание — происходящее в настоящее время одно из наиболее значительных массовых вымираний видов животных и растений в истории Земли.
Период вымирания совпадает с современной эпохой голоцена, начавшейся около 12 тысяч лет назад, и является почти исключительно результатом человеческой деятельности. Это вымирание затрагивает множество систематических групп фауны и флоры, включая млекопитающих, птиц, земноводных, пресмыкающихся, рыб и беспозвоночных. За последние 500 лет с лица Земли исчезли почти 900 видов животных. Под угрозой вымирания в настоящее время находятся более 35,5 тыс. видов животных и растений, в том числе 40 % всех видов амфибий и 25 % видов млекопитающих. Численность большинства видов диких животных (кроме синантропных) резко сократилась за последние 100—200 лет из-за исчезновения их местообитаний в результате деятельности человека, прямого истребления человеком, конкуренции с завезёнными чужеродными видами и другими, связанными с человеческой деятельностью причинами.
О вымирании многих видов мы даже не знаем, поскольку из-за повсеместного уничтожения биоценозов с наибольшим биоразнообразием, таких как тропические леса и коралловые рифы, а также, в меньшей степени, и других, оно ещё не выявлено. По оценкам учёных, нынешние темпы исчезновения видов в 100—1000 раз превосходят естественные фоновые показатели вымирания для биосферы Земли.
Голоценовое вымирание началось с исчезновения преимущественно крупных наземных животных, известных как мегафауна, в конце последнего ледникового периода на границе плейстоцена и голоцена. Мегафауна за пределами Африканского континента, развивавшаяся без влияния людей, оказалась очень чувствительной к появлению нового хищника, поэтому многие её представители вымерли из-за охоты вскоре после того, как первые люди начали мигрировать из Африки и распространяться по Земле.
Одни исследователи считают, что истребление крупных животных человеком только добавилось к уже существовавшим естественным стрессовым факторам, другие убеждены, что истребление мегафауны людьми было решающим фактором, так как до человека миллионы лет климатические изменения не приводили к вымиранию крупных видов. Ведутся дебаты относительно того, насколько человеческое хищничество и антропогенное преобразование среды повлияло на вымирание, но это отчётливо прослеживается на исчезновении видов, например, в Новой Зеландии и на Гавайях. Предполагается, что помимо людей, возможно, изменение климата также могло быть движущим фактором исчезновения мегафауны, особенно в конце плейстоцена. Несколько африканских видов также вымерли в голоцене, однако в целом мегафауна на африканском континенте сохранялась в практически неизменном виде до прихода в Африку европейцев несколько сотен лет назад.
С экологической точки зрения человека можно рассматривать как беспрецедентного «глобального суперхищника», который последовательно охотится на других сверххищников, чем оказывает глобальное влияние на пищевые сети. Повсеместно на суше и в мировом океане было отмечено вымирание видов, известно множество примеров на всех континентах и островах.
В целом, голоценовое вымирание вызвано воздействием человека на окружающую среду.
В XXI веке шестое массовое вымирание ускоряется. Перенаселение (и продолжающийся рост населения) планеты наряду с расточительным потреблением, сопровождающимся значительными изменениями в землепользовании, обезлесением, интенсивным потреблением мяса, чрезмерным выловом рыбы, закислением океана и браконьерством — главные причины сокращения биоразнообразия во всём мире в наши дни.
В Докладе о глобальной оценке биоразнообразия и экосистемных услуг за 2019 год, опубликованном Межправительственной платформой по вопросам биоразнообразия и экосистемных услуг (IPBES) ООН, говорится, что к 2050 году около миллиона видов растений и животных окажутся на грани исчезновения из-за антропогенного воздействия.

## Определение
Голоцен — современная геологическая эпоха четвертичного периода, сменившая примерно 12 тысяч лет назад плейстоцен и продолжающаяся по настоящее время. Граница между голоценом и плейстоценом — начало последнего межледникового периода, начавшегося 11 720 ± 99 лет назад. По сути, вымирание, преимущественно мегафауны, начала голоцена является продолжением вымирания, начавшегося ещё в позднем плейстоцене (130 000 лет назад). Это, фактически, единое событие, которое нередко называют позднеплейстоцен-голоценовым вымиранием. Среди учёных не существует единого мнения о том, где начинается голоценовое, или антропогенное вымирание, и вымирание в четвертичном периоде, причинами которого были как антропогенные факторы, так и изменение климата в конце последнего ледникового периода, и следует ли их вообще рассматривать как отдельные события.
Вымирание животных, растений и других организмов в голоцене вызвано в основном деятельностью человека. По мнению исследователей, оно могло начаться ещё в конце плейстоцена 130 000 лет назад. Некоторые исследователи предполагают, что антропогенное вымирание могло начаться ещё тогда, когда первые современные люди распространились из Африки по планете, между 200 000 и 100 000 лет назад; это подтверждается быстрым исчезновением мегафауны после быстрой колонизации человеком Австралии, Америки, Новой Зеландии и Мадагаскара, чего и следовало ожидать, когда любой крупный, быстро адаптирующийся хищник переходит в новую экосистему. Во многих случаях предполагается, что даже минимального охотничьего влияния человека было достаточно, чтобы уничтожить крупную фауну, особенно на географически изолированных островах.
Голоценовое вымирание называют также шестым массовым вымиранием в связи с тем, что это шестое массовое исчезновение видов после ордовикско-силурийского, девонского, пермского, триасового и мел-палеогенового массовых вымираний. Катастрофические вымирания характеризуются потерей от 75 % и более всех видов в течение геологически короткого периода времени. Последним из них было мел-палеогеоновое вымирание 65,5 млн лет назад, когда вымерли все динозавры.
Некоторые исследователи отмечают, что началась новая геологическая эпоха, которую они назвали антропоцен. Она началась с самого резкого и широко распространённого исчезновения видов со времён мел-палеогенового вымирания 66 миллионов лет назад. Опрос 1998 года, проведённый Американским музеем естественной истории, показал, что 70 % биологов признают происходящее событие антропогенным вымиранием. В настоящее время скорость исчезновения видов оценивается в 100—1000 раз выше, чем естественная скорость вымирания видов при естественном развитии биосферы планеты. Кроме того, текущая скорость вымирания в 10—100 раз выше, чем в любом из предыдущих массовых вымираний (имевших естественные причины) в истории Земли. В частности, скорость вымирания растений, по мнению эколога Стюарта Пимма, в 100 раз превышает норму.
Среди учёных широко распространено мнение о том, что человеческая деятельность ускоряет вымирание многих видов животных за счёт разрушения мест обитания, потребления животных в качестве ресурсов и уничтожения видов, которые люди рассматривают как угрозу или конкурентов. Однако, по мнению некоторых учёных, это биотическое разрушение ещё не достигло уровня предыдущих пяти массовых вымираний. Например, Стюарт Пимм утверждает, что шестое массовое вымирание — «это то, чего ещё не произошло — но мы на грани». В ноябре 2017 года в заявлении под названием «Второе Предупреждение человечеству», подписанном 15 364 учёными из 184 стран, было заявлено, что, помимо прочего, «мы начали массовое вымирание — шестое примерно за 540 миллионов лет, когда многие нынешние формы жизни могут быть уничтожены или подвергнуты исчезновению до конца этого столетия». В Докладе о живой планете Всемирного фонда дикой природы (WWF) за 2020 год говорится, что с 1970 года популяции диких животных сократились на 68 % в результате чрезмерного потребления, роста населения и интенсивного земледелия, что является ещё одним свидетельством того, что люди спровоцировали шестое массовое вымирание. В отчёте 2021 года, опубликованном в Frontiers in Conservation Science, утверждается, что «то, что мы уже находимся на пути шестого крупного исчезновения, теперь неоспоримо с научной точки зрения». Согласно отчёту о развитии человечества 2020 года ПРООН «Следующий рубеж: развитие человечества и антропоцен» (The Next Frontier: Human Development and the Anthropocene):
Биоразнообразие планеты сокращается, и четверть всех видов находятся на грани исчезновения, многие в течение ближайших десятилетий. Многие эксперты полагают, что мы переживаем или находимся на пороге массового вымирания видов, шестого в истории планеты и первого, вызванного одним организмом — нами.
В начале XX века приверженцы экологического скептицизма высказывались против этой гипотезы, однако эти заявления вскоре были признаны ненаучными, и в последнее время подавляющее большинство учёных подтверждают, что в существовании голоценового вымирания не осталось никаких сомнений.
Антропогенное, то есть обусловленное человеческой деятельностью, массовое исчезновение видов иногда (особенно, если речь идёт о гипотетических событиях в будущем) называют антропоценовым вымиранием. Антропоценом некоторые исследователи называют новую геологическую эпоху, которая началась с началом воздействия человека на глобальный климат планеты, она включает в себя самые масштабные исчезновения видов со времён мел-палеогенового вымирания 66 миллионов лет назад. Некоторые авторы относятся к текущему и предполагаемому вымиранию в будущем как к части более длительного вымирания в голоцене. У учёных нет единого мнения по поводу границы между голоценом и антропоценом. Некоторые считают, что переход от голоцена к антропоцену произошёл во время промышленной революции. В любом случае, эти события достаточно отличаются от остальной части голоцена, чтобы их можно было охарактеризовать как новую эпоху в геологическом смысле

## Вымирание в раннем и среднем голоцене
Было проведено много исследований с целью определить могли ли человекообразные обезьяны оказывать значительное влияние на популяции других животных и могли ли ранние виды людей (предки современного человека) в Африке, где развился современный человек, негативно влиять на биологическое разнообразие. Исследователи проанализировали разнообразие хищников за последние четыре миллиона лет и выяснили может ли его сокращение быть связано с увеличением когнитивных способностей (интеллекта) у древних людей, изменениями растительности или изменением климата. Результаты показали, что степень вымирания крупных хищников коррелировала (совпадала) с увеличением размера мозга у древних людей и изменениями растительности и не зависела от изменений климата (изменения температуры или количества осадков). Таким образом, исследования показали, что значительное антропогенное влияние на биологическое разнообразие в Африке началось за миллионы лет до появления современного человека.
Современный человек (Homo sapiens) возник около 195 000 лет назад в Восточной Африке. Около 100 000 лет назад первые люди начали эмигрировать из Африки, а около 12 000 лет назад люди расселились по Евразии, Австралии и Америке. Распространение современного человека во второй половине плейстоцена привело к изменению ландшафтов, таких как тропический лес, и затронуло или привело к вымиранию многих видов. Существует корреляция между исчезновением мегафауны и появлением первых людей после миграции из Африки. Развитие сельского хозяйства с земледелием и животноводством привело к распространению ряда видов и формированию совершенно новых экосистем. Расселение на удалённых островах вызвало намного большие изменения. После прибытия людей многие виды животных исчезли. Например, люди начали сжигать участки в тропических лесах Новой Гвинеи и Калимантана, чтобы выращивать богатые крахмалом растения. В Австралии и Америке охотники поджигали растительность, чтобы привлечь диких животных, которые паслись на молодых побегах, выросших после пожара.

### Вымирание мегафауны

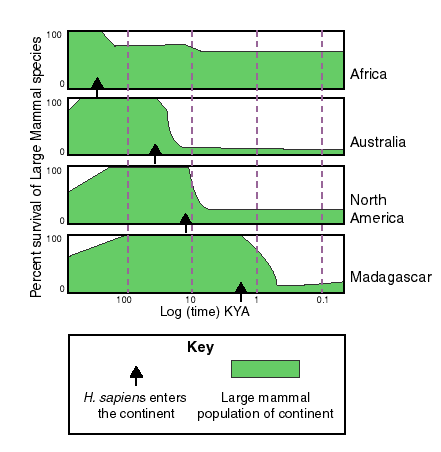
Изменение численности мегафауны на разных континентах с указанием времени появления на них людей

Мегафауна (крупные животные, как давно вымершие, такие как мамонты и саблезубые тигры, так и современные, такие как бегемоты, слоны и жирафы) в доисторические времена была обычным явлением на всех континентах и крупных островах, таких как Новая Зеландия и Мадагаскар. После того, как люди вышли за пределы Африки и расселились на других континентах, произошло сокращение численности популяций и трофических каскадов (мощное косвенное воздействие на экосистему). Вымирание мегафауны началось примерно 50 000 лет назад. Существует корреляция между вымиранием мегафауны и появлением людей.
Крупные животные являются важными видами, которые могут играть решающую роль в балансе экосистемы, среди прочего, способствуя распространению семян на больших площадях, а также обеспечивая стабильность растительности. Мегафауна играет важную роль в горизонтальном переносе минеральных питательных веществ в экосистеме, где они обычно перераспределяются из областей с высокой концентрацией в области с более низкой концентрацией. Крупные животные совершают это, перемещаясь после потребления питательных веществ в другие места, где они выделяют эти вещества с мочой и фекалиями. Это также может происходить, в гораздо меньшей степени, в результате разложения тел после смерти. Если мегафауна исчезнет, экосистема на большой территории может измениться. Например, в бассейне Амазонки в Южной Америке, по оценкам учёных, такая горизонтальная диффузия питательных веществ сократилась более чем на 98 % после вымирания мегафауны, произошедшего примерно 12 500 лет назад. Учитывая, что наличие фосфора, как полагают, ограничивает продуктивность питания в больших частях региона, считается, что снижение его переноса из западной части бассейна и из пойм (оба получают фосфор за счёт поднятия Анд) в другие районы существенно повлияло на экологию региона, и последствия, возможно, ещё не достигли своих пределов. Вымирание мамонтов, обитавших в Евразии и Северной Америке, привело к тому, что травянистые пастбища, которые они поддерживали своим выпасом, стали зарастать деревьями и превратились в берёзовые леса. Новые леса и возникшие в результате лесные пожары могли вызвать изменение климата. Такие изменения могут быть результатом быстрого увеличения числа и распространения современных людей.
Большие популяции крупных травоядных животных могут значительно увеличить концентрацию в атмосфере метана, который является важным парниковым газом. Современные травоядные жвачные животные производят метан как побочный продукт пищеварения (при ферментации передней кишки) и выделяют его при отрыжке или метеоризме. В настоящее время около 20 % годовых выбросов метана (около 550 миллионов тонн) приходится на животноводство. Было подсчитано, что в мезозое самые крупные растительноядные динозавры зауроподы могли ежегодно выбрасывать в атмосферу 520 миллионов тонн метана, что способствовало тому, что в то время климат был на 10 °C теплее, чем в настоящее время. Такой большой выброс метана рассчитан на основании огромной оценочной биомассы зауроподов, а также потому, что производство метана отдельными травоядными, как полагают, почти пропорционально их массе.
Исследования показали, что вымирание травоядных животных мегафауны могло вызвать сокращение атмосферного метана. Были изучены выбросы метана бизонами, населявшими Великие равнины Северной Америки до прибытия европейских поселенцев. По оценкам исследования, сокращение численности бизонов привело к сокращению выбросов метана на 2,2 миллиона тонн в год. Другое исследование изучало изменение концентрации метана в атмосфере в конце плейстоцена после исчезновения мегафауны в Америке. После того, как первые люди мигрировали в Америку примерно 13 000 лет назад, их охота и другие связанные с этим экологические воздействия привели к исчезновению там многих видов мегафауны. Расчёты показывают, что это вымирание привело к сокращению выбросов метана примерно на 9,6 млн тонн в год. Таким образом, сокращение выбросов метана мегафауной могло способствовать резкому похолоданию климата в начале позднего дриаса. Уменьшение содержания метана в атмосфере, которое произошло в то время и зафиксировано в ледяных кернах, происходило в 2—4 раза быстрее, чем любое другое снижение за последние 500 000 лет, что позволяет предположить, что сработал этот необычный механизм.

#### Изменение климата

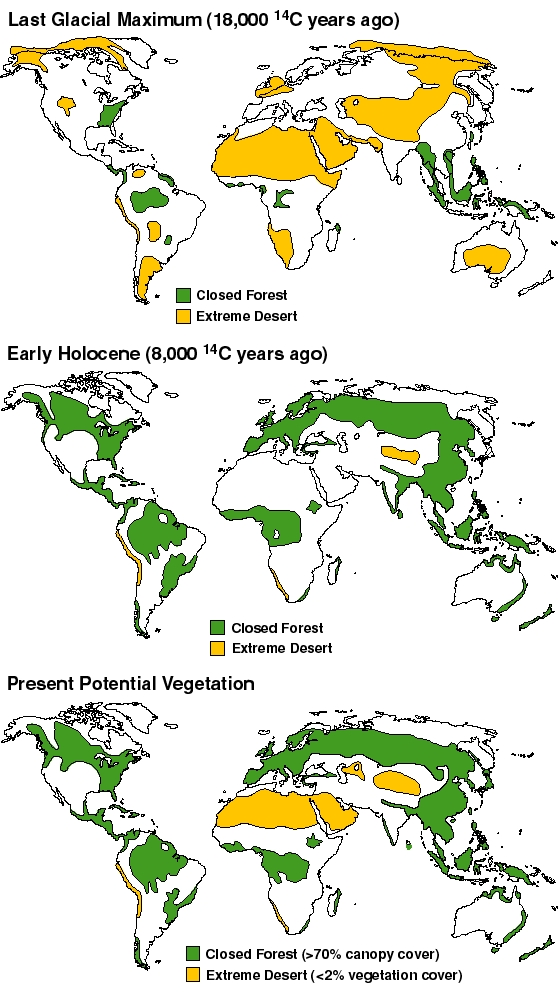
Вверху: засушливый климат ледникового периода.
Посередине: атлантический период, тёплый и влажный.
Внизу: потенциальная растительность в современном климате, если бы не антропогенное воздействие, такое как сельское хозяйство

Одна из основных теорий о причинах вымирания мегафауны в четвертичном периоде — изменение климата. Теория изменения климата предполагает, что изменение климата в конце позднего плейстоцена стало для мегафауны настолько сильным стрессом, что привело к её вымиранию. Некоторые исследователи считают, что резкое изменение климата стало катализатором исчезновения мегафауны в конце плейстоцена, однако многие считают, что активная охота ранних современных людей также сыграла свою роль. В то же время, ряд исследователей высказывают мнение, что эти два фактора могли взаимодействовать между собой. Однако среднегодовая температура на протяжении текущего межледниковья (последние 10 000 лет) не выше, чем в предыдущие межледниковые периоды, когда та же мегафауна переживала подобные повышения температуры. Что касается изменения климата в Северной и Южной Америке, то существует достаточно спорная гипотеза, предполагающая, что к снижению глобальной температуры в позднем дриасе (в самом конце плейстоцена) на этих континентах могло привести падение метеоритов или комет.
Однако новейшие исследования 2020 года показывают, что размер человеческой популяции и / или конкретная деятельность человека, а не изменение климата, вызвали стремительный рост глобальных темпов вымирания млекопитающих за последние 126 000 лет. Около 96 % всех вымираний млекопитающих за этот период времени вызваны антропогенным воздействием. По словам авторов исследования, эти вымирания не происходили непрерывно и с постоянной скоростью. Вместо этого всплески вымирания обнаруживаются на разных континентах в те моменты, когда люди впервые достигали их. В последнее время масштабы вымирания, вызванного человеком, снова набрали обороты, на этот раз в мировом масштабе.
Используя химические заменители кернов антарктического льда, исследователи оценили колебания содержания углекислого газа (CO2) и метана (CH4) в атмосфере Земли в эпохи позднего плейстоцена и голоцена. Оценки колебаний этих двух газов в атмосфере с использованием химических заместителей из кернов антарктического льда, как правило, указывают на то, что пик антропоцена пришёлся на два предыдущих столетия, то есть с начала промышленной революции, когда были зарегистрированы самые высокие уровни парниковых газов. Учёные, использующие различные археологические и палеоэкологические данные, утверждают, что процессы, способствующие существенной модификации окружающей человека среды, в глобальном масштабе начались много тысяч лет назад, и, таким образом, не появились в начале промышленной революции. В 2003 году в своей получившей популярность гипотезе палеоклиматолог Уильям Руддиман утверждал, что корреляция между снижением CO2 в плейстоцене и его увеличение во время голоцена означает, что причиной повышения количества выбросов парниковых газов в атмосферу было развитие земледелия во время голоцена — антропогенная экспансия земли для использования и ирригации.

### Сельское хозяйство и изменение климата
По мнению некоторых авторов, человек существенно влиял на климат на протяжении большей эпохи голоцена. Исследования подсечно-огневого земледелия и культур охотников-собирателей имеют большое значение для определения времени начала антропоцена и той роли, которую люди могли сыграть в увеличении выбросов парниковых газов до начала промышленной революции. Исследования ранних охотников-собирателей дают возможность сделать предположения о численности населения в древние времена в качестве климатического показателя, определяющего долю расчищенной площади суши Земли, а также масштабы подсечно-огневого земледелия в доиндустриальное время. Исследователи подвергли сомнению взаимосвязь между численностью населения и ранними изменениями в землепользовании. Они полагали, что ранние земледельческие общества использовали больше земли на человека, чем земледельцы более позднего периода голоцена, когда сельское хозяйство стало более эффективным и давало больше продуктов питания на единицу площади (и соответственно на одного работника). Таким образом, вполне вероятно, что выращивание риса тысячи лет назад, насыщавшее относительно небольшое количество людей, оказывало значительное воздействие на окружающую среду за счёт крупномасштабной вырубки лесов.
Ряд антропогенных факторов способствовал повышению концентрации в атмосфере планеты парниковых газов метана (CH4) и углекислого газа (CO2), среди них наибольшее влияние имели, вероятно, вырубка лесов и расчистка земель, связанные с развитием сельского хозяйства. Различные археологические и палеоэкологические данные показывают, что процессы, приводящие к значительному изменению человеком окружающей среды, продолжаются уже в течение многих тысяч лет в глобальном масштабе и, таким образом, не возникли впервые с началом промышленной революции. По предположению палеоклиматологов, в раннем голоцене 11 000 лет назад уровни углекислого газа и метана в атмосфере колебались по схеме, которая отличалась от предшествовавшей эпохи плейстоцена. Во время последнего ледникового периода в плейстоцене наблюдалась закономерность значительного снижения концентрации CO2, которая обратно коррелирует с голоценом, когда произошло резкое увеличение концентрации CO2 около 8000 лет назад, а затем через 3000 лет после этого увеличение концентрации CH4. Корреляция между уменьшением концентрации СО2 в плейстоцене и её увеличением в голоцене означает, что причиной появления этого всплеска содержания парниковых газов в атмосфере было развитие сельского хозяйства в течение голоцена, расширение территорий, использовавшихся человеком для земледелия и ирригации.

### Хищник наивысшего порядка
Когда-то мегафауна была распространена на всех континентах мира и на крупных островах, таких как Новая Зеландия и Мадагаскар, однако теперь она встречается почти исключительно в Африке. В Америке, Австралии и на упомянутых островах вскоре после появления на них первых людей произошло резкое сокращение численности популяций местных крупных видов и разрушение трофических цепей. Существует предположение, что африканская мегафауна выжила, потому что развивалась вместе с людьми. На фоне таких доказательств было отмечено, что человек является уникальным с точки зрения экологии как беспрецедентный «глобальный суперхищник», регулярно охотящийся на большое количество взрослых наземных и морских высших хищников и обладающий большим влиянием на пищевые цепи и климатические системы по всему миру. Хотя существуют серьёзные споры о том, насколько человеческое хищничество и его косвенные эффекты способствовали доисторическим вымираниям, некоторые катастрофы популяций были напрямую связаны с прибытием людей. Человеческая деятельность была основной причиной исчезновения млекопитающих со времён позднего плейстоцена.

#### Распространение заболеваний
Одна из гипотез, так называемая гипотеза гиперболезни, предполагает, что вымирание мегафауны было вызвано косвенной передачей заболеваний новоприбывшими людьми. Согласно этой гипотезе, именно люди или домашние животные, которых они привезли с собой, такие как домашние собаки или домашний скот, занесли одну или несколько очень заразных болезней в новую среду. У коренных популяций животных не было иммунитета к ним, поэтому они в конечном итоге вымерли. Животные с K-стратегией размножения с длительным периодом беременности и маленькими помётами, такие как представители ныне исчезнувшей мегафауны, особенно уязвимы для болезней, в отличие от животных с r-стратегией, у которых более короткий период беременности и больший размер популяции. Согласно этой гипотезе, люди являются единственной причиной распространения болезней и вымирания североамериканской мегафауны, поскольку другие животные, мигрировавшие в Северную Америку из Евразии в более ранние периоды, не вызывали её вымирания.
У этой теории есть несколько проблем, поскольку такое заболевание должно одновременно соответствовать нескольким критериям: оно должно быть способным поддерживать себя в среде без хозяев; оно должно иметь высокий уровень заражения и быть чрезвычайно летальным с уровнем смертности 50—75 %. Заболевание должно быть очень вирулентным, чтобы убить всех особей рода или вида, и даже такое опасное заболевание, как лихорадка Западного Нила, вряд ли привело бы к исчезновению всей мегафауны.
Однако, болезни всё же были причиной некоторых вымираний. Например, распространение птичьей малярии и авипоксвирусов, передаваемых, в частности, комарами, оказало негативное воздействие на эндемичные виды птиц Гавайских островов.

### Африка и Евразия
В голоцене вымерло несколько африканских видов, но, за некоторыми исключениями, мегафауна на африканском континенте практически не пострадала до последнего времени (последних нескольких столетий). В Африке к югу от Сахары и тропической Азии произошло наименьшее сокращение мегафауны по сравнению с другими континентами. Это единственные районы, где всё ещё живут млекопитающие весом более 1000 кг. Вероятно, это связано с тем, что афроевразийская мегафауна развивалась вместе с людьми и, следовательно, развила естественный страх перед ними, в отличие от животных других континентов, почти не боявшихся человека.
В отличие от других континентов, мегафауна Евразии вымирала в течение относительно длительного периода времени. Возможно, причинами были изменение климата, фрагментация и сокращение численности популяции, что сделало их уязвимыми перед чрезмерной эксплуатацией, как в случае со степным зубром (Bison priscus). Потепление в арктическом регионе привело к быстрому сокращению площади пастбищ, что, в свою очередь, отрицательно сказалось на пастбищной мегафауне Евразии. Большая часть того, что когда-то было мамонтовой степью (тундростепью), превратилось в болото, то есть среду, которая не могла прокормить этих крупных животных, особенно шерстистого мамонта, и вообще стала непригодной для их обитания.

### Америка

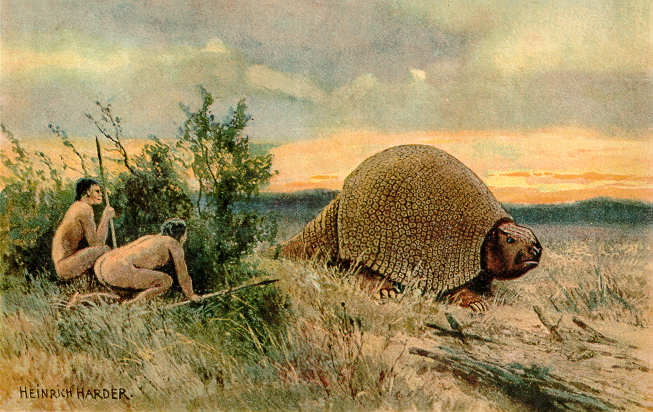
Охота древних индейцев на глиптодона, художественная реконструкция.

Первые люди прибыли в Америку 12—15 тысяч лет назад. Исследователи расходятся во мнениях относительно того, в какой степени исчезновение мегафауны в конце последнего ледникового периода может быть связано с деятельностью человека, такой как охота. Находки в Монте-Верде в Южной Америке и Meadowcroft Rock Shelter в Пенсильвании положили начало дискуссиям о культуре Кловис. Вероятно, до культуры Кловис здесь были другие человеческие поселения, а история людей в Америке может уходить на много тысяч лет назад до культуры Кловис. Всё ещё обсуждается степень корреляции между прибытием человека и исчезновением мегафауны: например, на острове Врангеля в Сибири вымирание карликовых шерстистых мамонтов (приблизительно 2000 г. до н. э.) не совпало с прибытием людей, равно как и массовое вымирание мегафауны на южноамериканском континенте, хотя было высказано предположение, что этому способствовали изменения климата, вызванные деятельностью человека в других частях мира.
Были проведены сравнения между недавними вымираниями (примерно со времени промышленной революции) и вымираниями в плейстоцене ближе к концу последнего ледникового периода. Примером последнего является вымирание крупных травоядных, таких как шерстистый мамонт, и хищников, которые охотились на них. Люди в этот период активно охотились на мамонтов и мастодонтов, но неизвестно, была ли охота причиной последующих массовых вымираний и экологических изменений.
Экосистемы, с которыми столкнулись первые американцы, никогда до этого не подвергались воздействию человека и, возможно, были гораздо менее устойчивы к антропогенному влиянию культур каменного века, чем экосистемы, с которыми столкнулись люди индустриальной эпохи. Таким образом, действия людей Кловис, несмотря на то, что они кажутся незначительными по сегодняшним меркам, в действительности могли оказать большое влияние на экосистемы и дикую природу, которые были совершенно не приспособлены к воздействию человека.

### Австралия

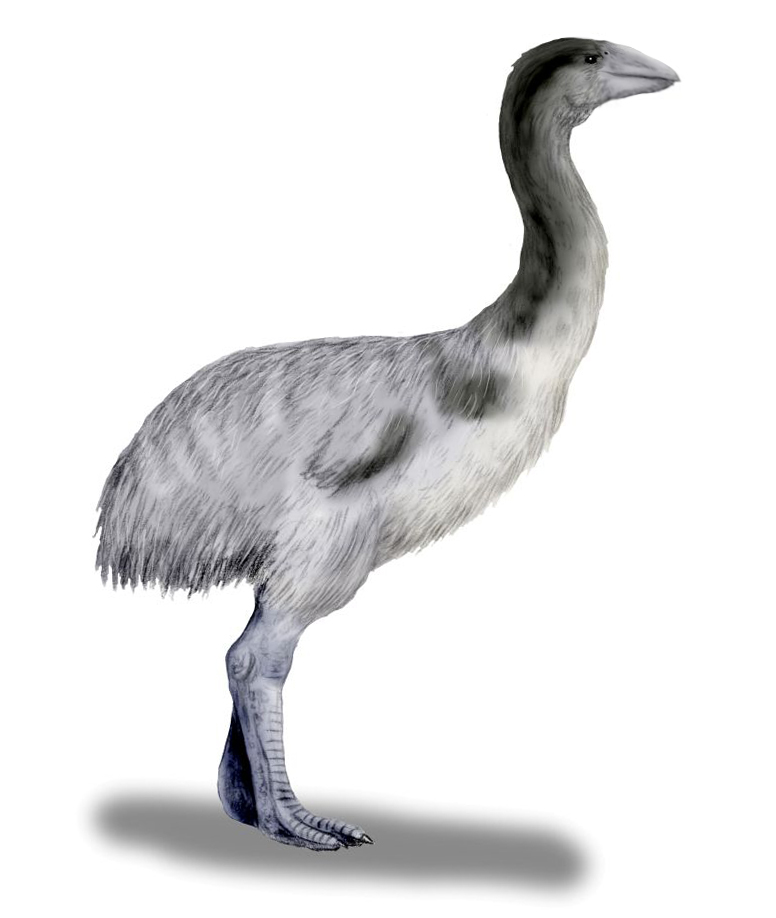
Genyornis newtoni, нелетающая птица высотой 2 метра. Свидетельства приготовления яиц этого вида — первое свидетельство охоты людей на мегафауну в Австралии

Когда-то в Австралии обитало много разных животных, относящихся к категории мегафауны, которые во многом напоминали животных, обитающих сегодня на африканском континенте. Фауна Австралии представлена в основном сумчатыми млекопитающими, а также множеством рептилий и птиц, среди которых до недавнего времени были виды крупных размеров. Когда первые люди достигли Австралии около 50 000 лет назад, они владели передовыми на то время методами охоты и оружием. У учёных нет единого мнения относительно того, в какой степени прибытие человека на континент способствовало вымиранию. Другим важным фактором, возможно, было то, что 40 000—60 000 лет назад климат на континенте стал более сухим, но это считается маловероятной причиной, поскольку изменение и иссушение климата имело более низкие темпы и масштабы, чем предыдущие региональные изменения климата, которые не привели к вымиранию мегафауны. Вымирание растений и животных в Австралии происходило с момента прибытия первых людей и продолжается до сегодняшнего дня, численность многих видов животных и растений в последнее время сильно сократилась и они находятся под угрозой исчезновения.
Из-за более древнего возраста и химического состава почв на континенте существует очень мало сохранившихся субфоссильных останков по сравнению с другими местами. Однако, вымирание в масштабах всего континента всех родов животных весом более 100 килограммов и шести из семи родов с представителями весом от 45 до 100 килограммов произошло около 46 400 лет назад (через 4000 лет после прибытия человека) и тот факт, что мегафауна сохранилась до более позднего времени на острове Тасмания после возникновения сухопутного моста свидетельствует о том, что охота и антропогенное нарушение экосистемы, такое как выжигание земли для земледелия, могли быть вероятными причинами вымирания (существуют также доказательства прямого истребления человеком, что привело к вымиранию видов в Австралии).

### Карибы
Прибытие человека на Карибские острова около 6000 лет назад совпадает с исчезновением там многих видов, таких как муравьеды и ленивцы, обитавших на всех островах. Эти ленивцы, как правило, были по размеру меньше тех, что обитают в Южной Америке на континенте. Среди них были виды рода Megalocnus, достигавшие 90 кг массы, они были самыми крупными; представители рода Acratocnus были среднего размера, они были родственниками современных двупалых ленивцев, эндемиками Кубы; Imagocnus — также с Кубы, Neocnus и многие другие.

### Острова Тихого океана
Недавние исследования, основанные на археологических и палеонтологических раскопках на 70 различных островах Тихого океана, показали, что многие виды вымерли, когда первые люди пересекли Тихий океан. Вымирание началось 30 000 лет назад на архипелаге Бисмарка и Соломоновых островах. Было подсчитано, что около 2000 видов птиц тихоокеанского региона вымерли с момента прибытия человека, что на 20 % снизило мировое разнообразие птиц.
Считается, что первые люди прибыли на Гавайи между 300 и 800 годами нашей эры. Гавайи известны своим эндемизмом растений, птиц, насекомых, моллюсков и рыб; 30 % видов этого архипелага эндемичны. Многие из этих видов находятся под угрозой исчезновения или уже вымерли, в первую очередь из-за случайно завезённых видов и выпаса скота. В последние 200 лет темпы вымирания на Гавайях значительно увеличились. Этот процесс достаточно хорошо задокументирован, исчезновения местных эндемичных видов улиток используются для оценки глобальных темпов вымирания.

### Мадагаскар

Радиоуглеродное датирование нескольких субфоссильных образцов показывает, что вымершие гигантские лемуры присутствовали на Мадагаскаре до самого прибытия человека.

Первые люди прибыли на Мадагаскар 2500—2000 лет назад. В течение первых 500 лет после их прибытия почти вся местная эндемичная и географически изолированная мегафауна Мадагаскара вымерла. Самые крупные животные, весившие более 150 кг, вымерли вскоре после появления первых людей, а менее крупные и средние виды вымерли после продолжительного охотничьего прессинга со стороны растущей человеческой популяции, перемещавшейся всё дальше и дальше в более отдалённые районы острова около 1000 лет назад. Численность более мелкой фауны острова сначала начала расти из-за снижения конкуренции, но затем последовало её сокращение в течение последних 500 лет. Вымерла вся фауна весом более 10 килограммов. Основными причинами этого являются охота человека и потеря среды обитания из-за ранней аридизации, которые продолжаются и поныне и угрожают сохранившейся фауне Мадагаскара.
Из-за чрезмерной охоты вымерли 8 или более видов эпиорнисов, гигантских нелетающих птиц из родов Aepyornis, Vorombe и Mullerornis, а также 17 видов лемуров, известных как гигантские субфоссильные лемуры. Некоторые из этих лемуров весили более 150 килограммов. Исследования окаменелостей показали, что на многих из них охотились люди.

### Новая Зеландия

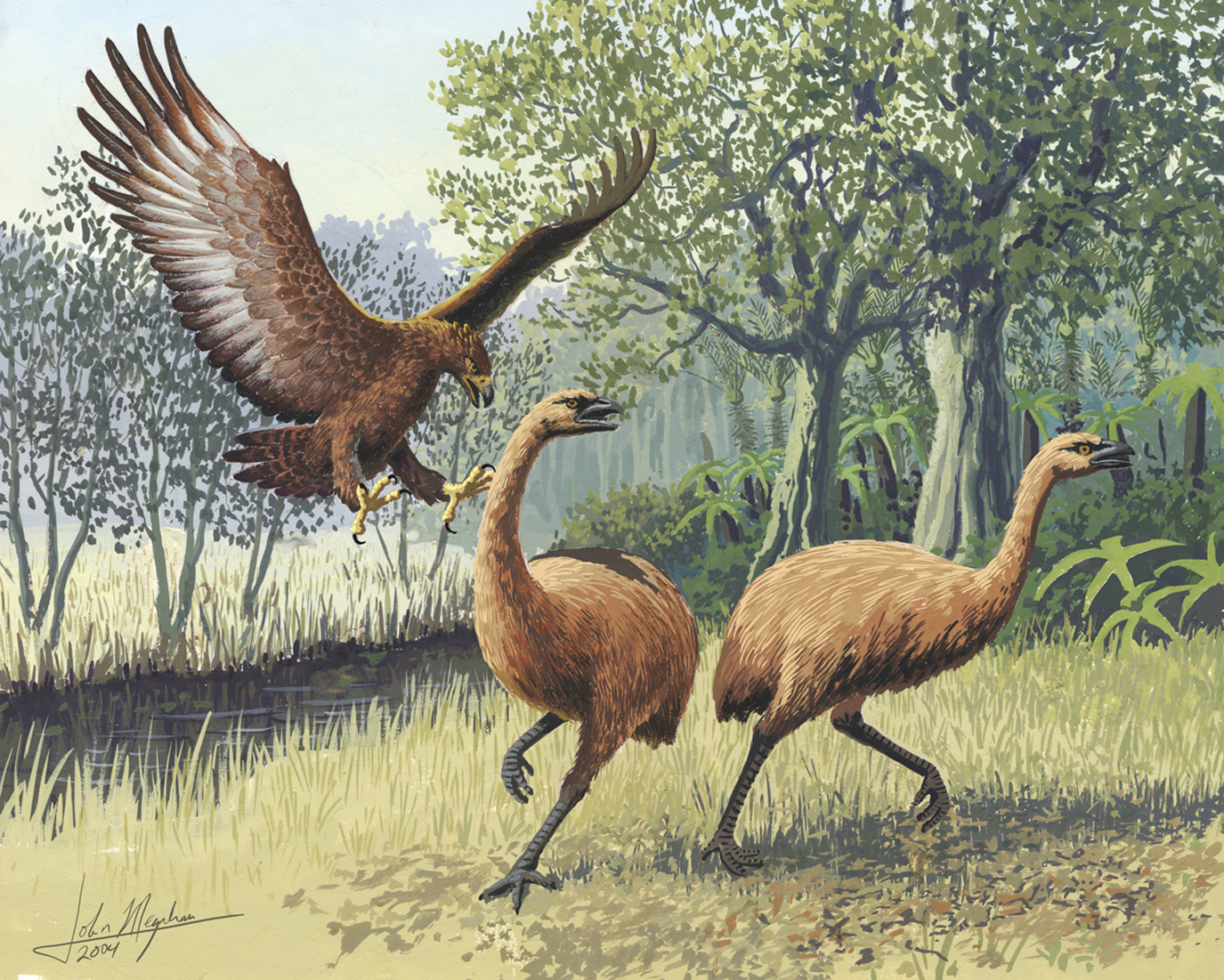
Орёл Хааста охотящийся на моа. Эти и другие крупные новозеландские птицы вымерли всего через несколько сотен лет после прибытия на острова первых людей. Ко времени прибытия в XVIII веке в Новую Зеландию европейцев мегафауны пернатых там уже не существовало.

Новая Зеландия была изолирована от остальных частей суши на протяжении последних 80 миллионов лет, что позволило развиться на ней большому количеству эндемичных видов животных, в том числе и крупного размера, мегафауны, которая на этих островах была представлена птицами. Это был последний крупный массив суши, заселённый людьми. Прибытие в Новую Зеландию полинезийцев маори примерно в XII веке привело к исчезновению в течение нескольких сотен лет всех крупных птиц на этих островах. Последние моа, одни из самых больших нелетающих птиц на Земле, вымерли всего через 200 лет после их прибытия. Быстрое исчезновение в результате охоты маорийцев моа и других крупных нелетающих птиц на этих островах привело к вымиранию примерно в XV веке охотившегося на них орла Хааста, самой крупной хищной птицы исторической эпохи.

## Современное вымирание
Международный союз охраны природы и природных ресурсов (МСОП) относит к недавним и современным вымираниям вымирания видов, произошедшие с 1500 года. Если доисторические вымирания ещё можно было бы хотя бы частично отнести к последствиям таких факторов, как глобальное изменение климата, то современное вымирание напрямую связано с воздействием на природу человека. По крайней мере 875 видов вымерли с 1500 по 2012 год. Некоторые виды, такие как олень Давида и гавайский ворон, вымерли в дикой природе и существуют сейчас только в неволе. Популяции других видов вымерли локально, в определённых местах, но всё ещё существуют в других частях ареала, который в настоящее время зачастую очень сокращён и фрагментирован, как в случае с исчезновением серых китов в Атлантике и кожистых черепах в Малайзии.
По данным WWF, популяции млекопитающих, птиц, земноводных, рептилий и рыб, мониторинг которых проводился в период с 1970 по 2016 год в среднем сократились на 68 %. Учёные считают, что сейчас под угрозой полного исчезновения находится больше видов, чем когда-либо прежде. В среднем около 25 % видов в оценённых группах животных и растений находятся под угрозой исчезновения. Это указывает на то, что в целом в настоящее время около миллиона видов находятся на грани исчезновения.
Одно из недавних исследований показало, что с момента зарождения человеческой цивилизации исчезли 83 % диких наземных млекопитающих, 80 % морских млекопитающих, 50 % растений и 15 % рыб. В настоящее время домашние животные составляют 60 % биомассы всех млекопитающих на Земле, 36 % составляют люди, а дикие млекопитающие только 4 %. Что касается птиц, то 70 % приходится на одомашненных, таких как домашняя птица, и только 30 % — на диких.
Исследование 2019 года показало, что быстрая потеря биоразнообразия влияет на более крупных млекопитающих и птиц в гораздо большей степени, чем на более мелких, при этом ожидается, что масса тела таких животных уменьшится на 25 % в течение следующего столетия. За последние 125 000 лет средний размер тела диких животных уменьшился на 14 %, поскольку действия человека уничтожили мегафауну на всех континентах, за исключением Африки. Другое исследование 2019 года показало, что темпы вымирания, возможно, намного выше, чем предполагалось ранее, особенно для видов птиц.
В настоящее время в мире происходит масштабное массовое вымирание видов, вызванное разрушением мест обитания с большим биоразнообразием, таких как коралловые рифы, тропические леса и другие. Большинство видов остаются неизвестными науке до своего исчезновения. По оценкам учёных, виды исчезают со скоростью от 100 до 1000 раз превышающей скорость естественного вымирания. В среднем каждый день исчезают 12 видов. Мировое биоразнообразие изучено ещё недостаточно, количество видов точно не известно, а многие из известных видов малоизученны, поэтому столь велика разница в оценках. Наиболее хорошо изученным считается состояние популяций птиц.
По данным WWF, глобальная популяция дикой природы уменьшилась на 58 % с 1970 года, в первую очередь из-за уничтожения мест обитания, чрезмерной охоты и загрязнения окружающей среды.
Одним из последствий вымирания видов животных является, например, опустение лесов, когда в этих экологических сообществах исчезают крупные позвоночные.
Ключевые цифры из Доклада о глобальной оценке биоразнообразия и экосистемных услуг для видов, популяций и биоразнообразия, подготовленного группой экспертов ООН по природе:
- 8 миллионов — предполагаемое общее количество видов животных и растений на Земле (включая 5,5 миллиона видов насекомых).
- От 10 до 100 — естественное вымирание видов по сравнению со средним показателем за последние 10 миллионов лет (тенденция к ускорению).
- До одного миллиона видов находятся под угрозой исчезновения, многие могут оказаться в ближайшие десятилетия после 2020 года.
- Более 500 000 (+/- 9 %) из 5,9 миллионов наземных видов в мире имеют среду обитания, недостаточную для долгосрочного выживания без восстановления среды обитания.
- Более 40 % всех видов земноводных находятся под угрозой исчезновения.
- Почти 33 % всех коралловых рифов, акул и их родственников, а также более 33 % морских млекопитающих находятся под угрозой исчезновения.
- 25 % — средний процент видов наземных, пресноводных и морских позвоночных, беспозвоночных и растений, которым угрожает исчезновение (среди групп животных и растений, которые были исследованы достаточно подробно).
- По крайней мере, 680 видов позвоночных вымерли в результате деятельности человека с XVI века.
- 10 % — это предварительная оценка доли видов насекомых, находящихся под угрозой исчезновения.
- Более чем на 20 % снизилось среднее количество местных видов в большинстве крупных сельскохозяйственных биомов. Сокращение в основном произошло после 1900 года.
- 70 % — увеличение числа инвазивных чужеродных видов в 21 стране с 1970 года. Относится к странам, в которых учёт проводился в течение нескольких лет.
- 30 % — сокращение нетронутых местообитаний на суше в результате их деградации и разрушения.
- 47 % — доля млекопитающих, на распространение которых могло негативно повлиять изменение климата, соответствующий показатель для птиц находящихся под угрозой исчезновения составляет 23 %.
- Более 6 видов копытных, которые могут исчезнуть или выжить только в неволе.

### Причины

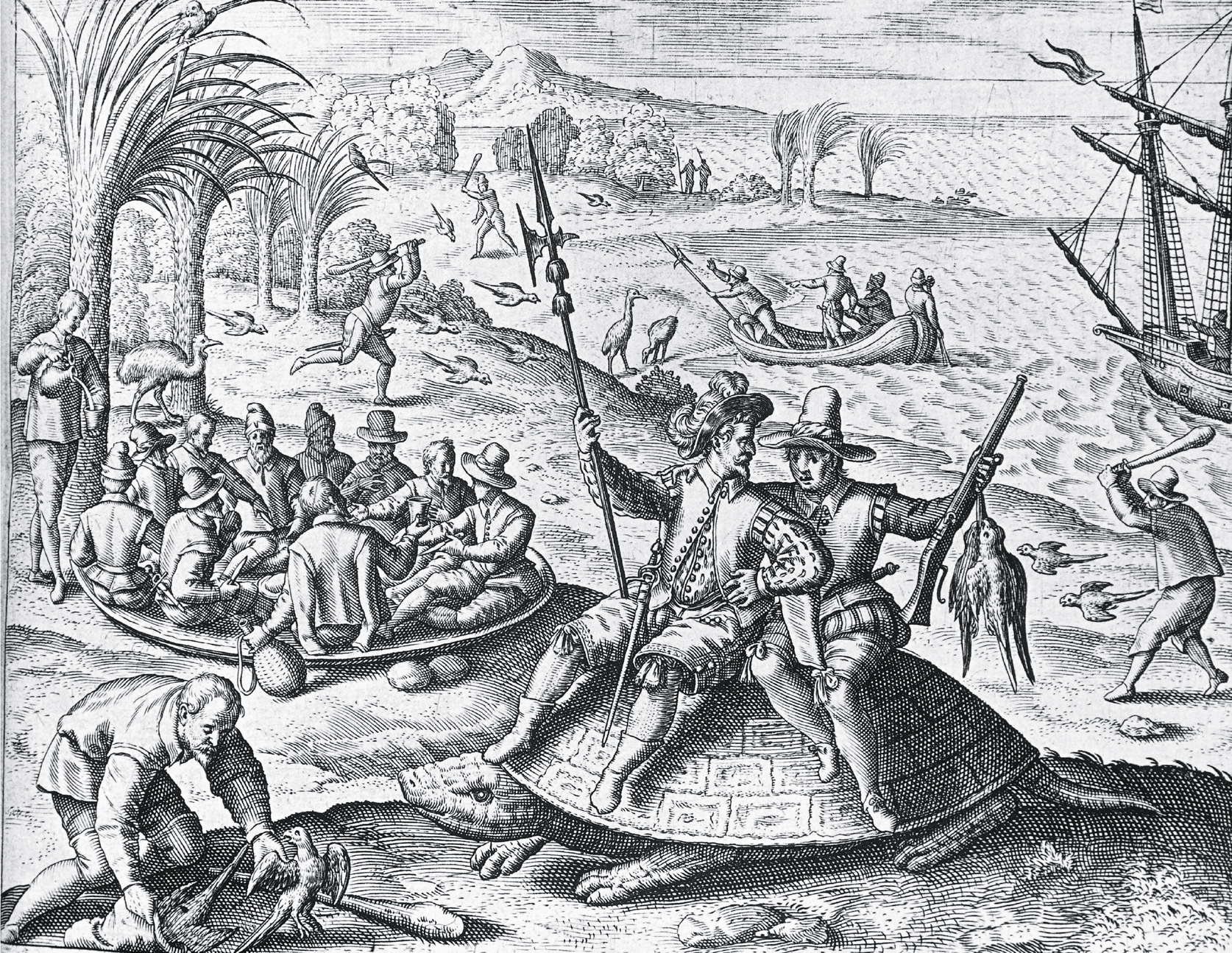
Голландские моряки, высадившиеся на острове Маврикий и истребляющие попугаев, других птиц и черепах. Гравюра из издания 1601 года. Появившиеся на этом острове в XVI веке европейцы стали варварски истреблять местных животных. В результате ими и завезёнными ими кошками, собаками и крысами было полностью уничтожено большинство видов исконной и эндемичной фауны этого острова.

Вымирание видов животных и растений вызвано в первую очередь деятельностью человека. Основными причинами вымирания считаются современный размер и рост человеческой популяции, наряду с ростом потребления ресурсов на душу населения, особенно в последние два столетия.
Основными причинами современного вымирания считаются (в порядке уменьшения значимости):
(1) изменения в землепользовании (например, вырубка лесов, строительство инфраструктуры, изменение ландшафтов в результате сельскохозяйственной деятельности) и эксплуатации морских биоресурсов (чрезмерный вылов);
(2) прямая эксплуатация организмов, например, охота;
(3) антропогенное изменение климата;
(4) загрязнение окружающей среды;
(5) распространение инвазивных чужеродных видов в результате международной торговли.
Наряду с этими пятью прямыми причинами существует ряд косвенных факторов, которые определяются общественными ценностями и поведением человечества. К ним относятся модели производства и потребления, динамика и тенденции населения во всём мире, торговля, технологические инновации и управление на местном, национальном и глобальном уровнях. В разных регионах и странах могут существовать большие различия между прямыми и косвенными причинами вымирания. За последние полвека, с 1970 года, воздействие как прямых, так и косвенных причин усилилось. Глобальное потепление широко признаётся как фактор, способствующий вымиранию во всём мире, точно так же, как среди причин предыдущих массовых вымираний обычно были быстрое изменение глобального климата и погоды.
Человеческая цивилизация была основана и выросла на сельском хозяйстве. Чем больше земли использовалось для земледелия, тем большее количество населения могла поддерживать цивилизация и последующее распространение сельского хозяйства привело к преобразованию среды обитания.
Разрушение человеком среды обитания, включая изменение и разрушение обширных участков суши и речных систем по всему миру для достижения исключительно ориентированных на человека целей (13 % свободной ото льда поверхности Земли в настоящее время используются под посевы пропашных культур, 26 % — в качестве пастбищ, 4 % — городские промышленные зоны), а также опустошение океана в результате чрезмерного вылова рыбы и загрязнения, привело к значительному сокращению первоначальных местных экосистем. Постоянное преобразование богатых биоразнообразием лесов и водно-болотных угодий в более бедные поля и пастбища (с меньшим количеством пригодных для обитания диких видов территорий) за последние 10 000 лет значительно снизило пригодность Земли для жизни диких животных и других организмов, как по размерам популяций, так и по количеству видов.
Другие связанные с деятельностью человека причины вымирания включают вырубку лесов, охоту, загрязнение, интродукцию в различные регионы неместных видов флоры и фауны и обширное распространение инфекционных заболеваний, передающихся через домашний скот и сельскохозяйственные культуры. Достижения в области транспорта и промышленного земледелия привели к монокультуре и исчезновению лесов и других природных биоценозов на огромных площадях. Использование некоторых видов растений и животных в пищу также привело к их исчезновению, например, сильфия и странствующего голубя.
Потребление водных ресурсов рек и озёр ухудшает их экосистемы и природу в целом. Это особенно касается крупных водозаборов в засушливых и полузасушливых регионах. В регионах, где сельское хозяйство использует ирригацию в больших масштабах, это приводит к серьёзным последствиям для водно-болотных угодий и обитающих в них диких животных.
Однако, возможно, что даже больше, чем расширение сельского хозяйства, на биоразнообразие воздействует горнодобывающая промышленность и добыча нефти. Они приводят к серьёзным изменениям ландшафта: вырубке лесов, появлению больших ям, большого количества отходов, чрезмерному потреблению пресной воды, выбросам токсичных химических отходов в воздух, почву и воду. Добыча угля и золота может привести к серьёзным изменениям в ландшафте, включая обширное уничтожение лесов и соответствующую утрату мест обитания.
Основными косвенными факторами сокращения биоразнообразия считаются рост населения и увеличение потребления на душу населения. Некоторые учёные утверждают, что появление капитализма, как доминирующей экономической системы, ускорило экологическую эксплуатацию и разрушение, тем самым усилив массовое вымирание видов. По мнению некоторых исследователей, неолиберальная эпоха «является эпохой самого быстрого массового исчезновения видов в новейшей истории Земли».

### Уничтожение среды обитания

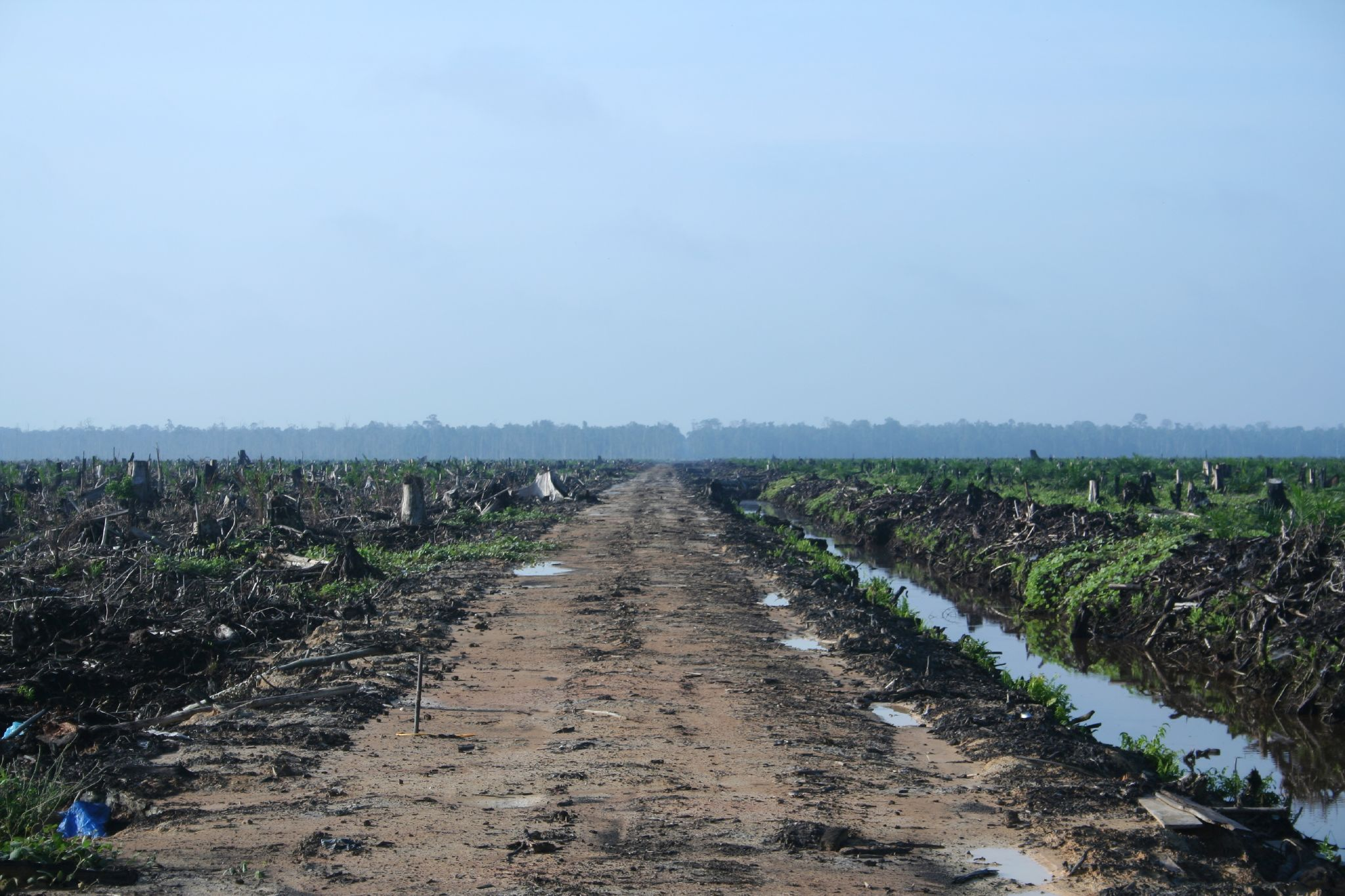
Участок уничтоженного тропического леса на Суматре, подготавливаемый для создания на этом месте плантации масличных пальм для производства пальмового масла

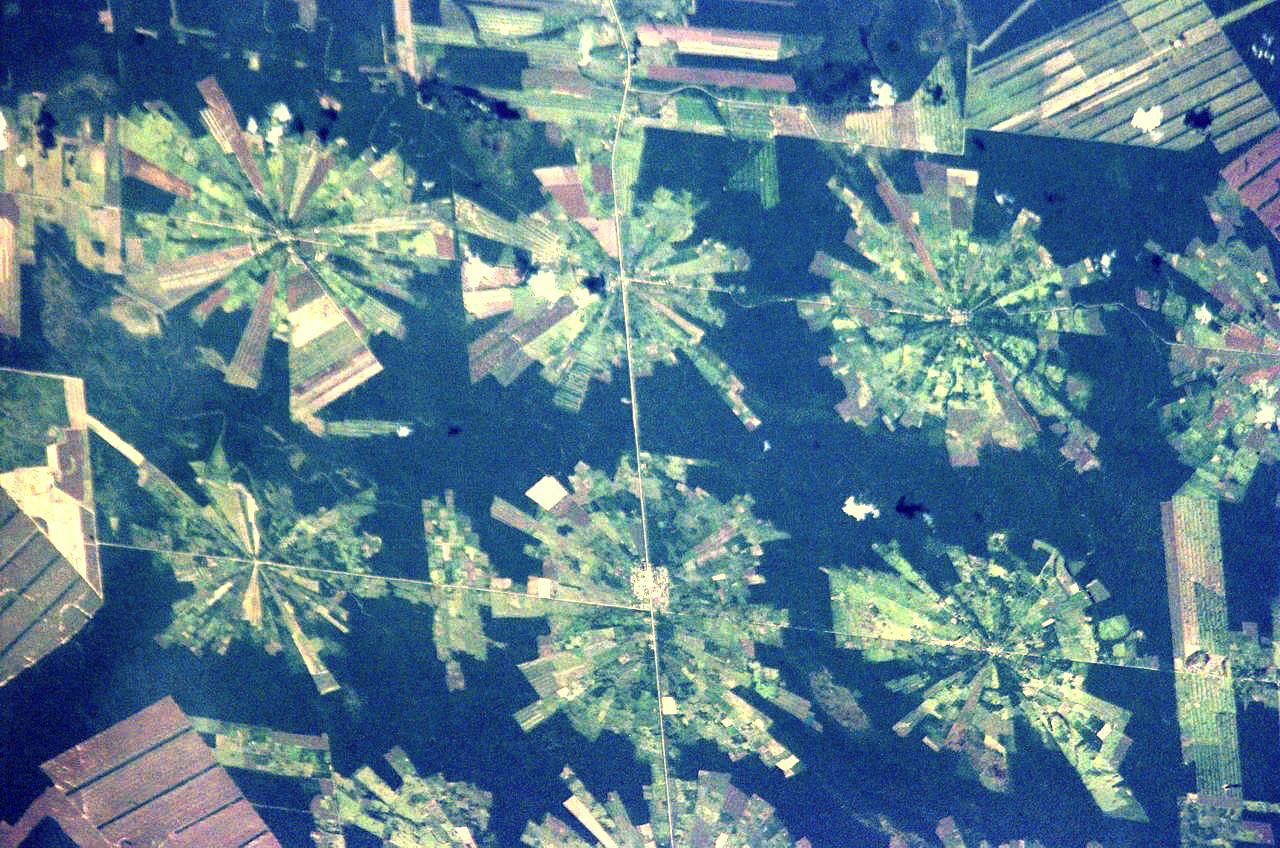
Спутниковый снимок вырубки тропического леса в Боливии. На расчищенных участках выращивается соя.

Разрушение среды обитания считается основной причиной исчезновения видов живых организмов во всём мире в настоящее время. Оно происходит главным образом в результате деятельности человека — сельского хозяйства, лесозаготовки, добычи природных ресурсов, роста населённых пунктов, промышленной рыбной ловли, интродукции инвазивных видов и т. п. Разрушение среды обитания может сопровождаться её фрагментацией. Когда среда обитания разрушена, её ёмкость для местных видов живых организмов снижается настолько, что их популяции очень сильно сокращаются или даже полностью исчезают. Больше всего страдают от разрушения среды обитания эндемичные организмы с ограниченным ареалом.
Изменения в землепользовании означают, что использование земельной площади изменяется, например, для жилых, коммерческих, рекреационных или транспортных целей. Расширение земель в сельскохозяйственных целях является наиболее распространённой формой изменения землепользования, но значительным также является и расширение строительства инфраструктуры. Такие изменения произошли в основном за счёт лесов (в основном тропических), водно-болотных угодий и лугов.
Более трети поверхности земли используется для выращивания сельскохозяйственных культур и животноводства. Сельскохозяйственное производство осуществляется примерно на 12 % незамерзающих земель планеты. Выпас скота производится примерно на 25 % всей свободной ото льда суши Земли. Изменения в землепользовании в прибрежных зонах влияют на среды обитания, включая эстуарии и дельты, которые имеют решающее значение для экосистем и рыболовства.
Глобальный объём водно-болотных угодий уменьшился на 30 % за период 1970—2008 годов, а общая потеря с 1700 года оценивается в 87 %. В частности, в Юго-Восточной Азии есть большие площади торфяных болот, где находится около 56 % площади всех тропических торфяников.
Преобразование земель, их расчистка под плантации пальмового масла, приводит к выбросам углерода на торфяниках Индонезии. Пальмовое масло в основном служит дешёвым кулинарным маслом, а также (спорным) биотопливом. Однако ущерб, наносимый торфяникам, составляет 4 % глобальных выбросов парниковых газов и 8 % выбросов из-за сжигания ископаемого топлива. Выращивание пальмового масла также подвергалось критике за другие воздействия на окружающую среду, включая вырубку лесов, которая угрожает находящимся под угрозой исчезновения видам, таким как орангутан и древесный кенгуру. МСОП заявил в 2016 году, что эти виды могут исчезнуть в течение десятилетия, если не будут приняты меры по сохранению тропических лесов, в которых они обитают.
Некоторые учёные утверждают, что промышленное сельское хозяйство и растущий спрос на мясо способствуют значительному сокращению глобального биоразнообразия, поскольку оно является важным фактором вырубки лесов, и как следствие обезлесения, и разрушения среды обитания. Богатые видами среды обитания, такие как большая часть Амазонии, преобразуются в сельскохозяйственные угодья для производства мяса. Исследование, проведённое в 2017 году WWF, показало, что причиной 60 % утраты биоразнообразия являются огромные масштабы выращивания кормовых культур, необходимых для выращивания десятков миллиардов сельскохозяйственных животных. Более того, в отчёте Продовольственной и сельскохозяйственной организации ООН (ФАО) за 2006 год «Длинная тень животноводства» также указано, что животноводческий сектор является «ведущим игроком» в утрате биоразнообразия. В 2019 году в Глобальном оценочном докладе IPBES по биоразнообразию и экосистемным услугам большая часть этого экологического разрушения была приписана сельскому хозяйству и рыболовству, при этом очень значительное воздействие оказывают мясная и молочная промышленность. С 1970-х годов производство продуктов питания резко возросло, чтобы прокормить растущее население и поддержать экономический рост, но это дорого обходится окружающей среде и другим видам. В докладе говорится, что около 25 % свободной ото льда земли используется для выпаса скота. Исследование 2020 года предупредило, что антропогенное воздействие от жилищного строительства, промышленного сельского хозяйства и особенно потребления мяса уничтожает в совокупности 50 миллиардов лет эволюционной истории Земли (определяемой как филогенетическое разнообразие) и ведёт к исчезновению некоторых из «самых уникальных животных на планете», таких как мадагаскарская руконожка, крокодиловый шинизавр и панголины. Сказал ведущий автор Рикки Гамбс:
Из всех имеющихся у нас данных по видам, находящимся под угрозой исчезновения, мы знаем, что самые большие угрозы — это расширение сельского хозяйства и мировой спрос на мясо. Пастбища и расчистка тропических лесов для выращивания сои для меня являются основными движущими силами и прямым потреблением животных.
Тропические леса являются наиболее разнообразными экосистемами на Земле, около 80 % всего известного биоразнообразия в мире находится в тропических лесах. Было подсчитано, что мы теряем 137 видов растений и животных каждый день из-за вырубки тропических лесов, что составляет 50 000 видов в год. Учёные утверждают, что вырубка тропических лесов способствует продолжающемуся голоценовому массовому вымиранию. Темпы исчезновения видов из-за уничтожения лесов составляют примерно 1 вид млекопитающих и птиц в год, что экстраполируется примерно на 23 000 видов в год для всех групп живых организмов.
С 1990 по 2015 год площадь лесов во всём мире сократилась с 4,28 миллиарда до 3,99 миллиарда гектаров. Одна из задач заключается в управлении лесами для поддержания лесной промышленности и в то же время для обеспечения возобновления лесов, чтобы обеспечить долгосрочное их выживание. Много лесной биомассы используется для производства энергии. По состоянию на 2014 год на его долю приходилось 14 % мирового энергобаланса. С 1960 по 2014 год использование биоэнергии увеличилось в 2,7 раза.
Повышение уровня углекислого газа приводит к притоку этого газа в океан, повышая его кислотность. Морские организмы, обладающие оболочкой или экзоскелетом из карбоната кальция, испытывают физиологическое давление, поскольку карбонат вступает в реакцию с кислотой. Например, это уже приводит к обесцвечиванию кораллов на различных коралловых рифах по всему миру, которые обеспечивают ценную среду обитания и поддерживают высокое биоразнообразие. Также страдают морские брюхоногие и двустворчатые моллюски и другие беспозвоночные, а также организмы, которые ими питаются.
Значительное сокращение и фрагментация местообитаний приводит к тому, что животные и другие организмы становятся уязвимыми и могут вымереть, например, из-за болезней или экстремальных погодных условий. В такой ситуации поблизости не будет популяций, которые могли бы повторно заселить (реколонизировать) и прижиться в этих местах. Другой проблемой является инбридинговая депрессия, которая возникает, когда нет обмена генетическим материалом с соседними популяциями. Таким образом, уязвимые виды в долгосрочной перспективе могут вымереть. Считается, что в настоящее время существует множество видов млекопитающих и птиц, встречающихся только небольшими инбредными группами, которые в долгосрочной перспективе не смогут выжить.

### Чрезмерная охота и вылов

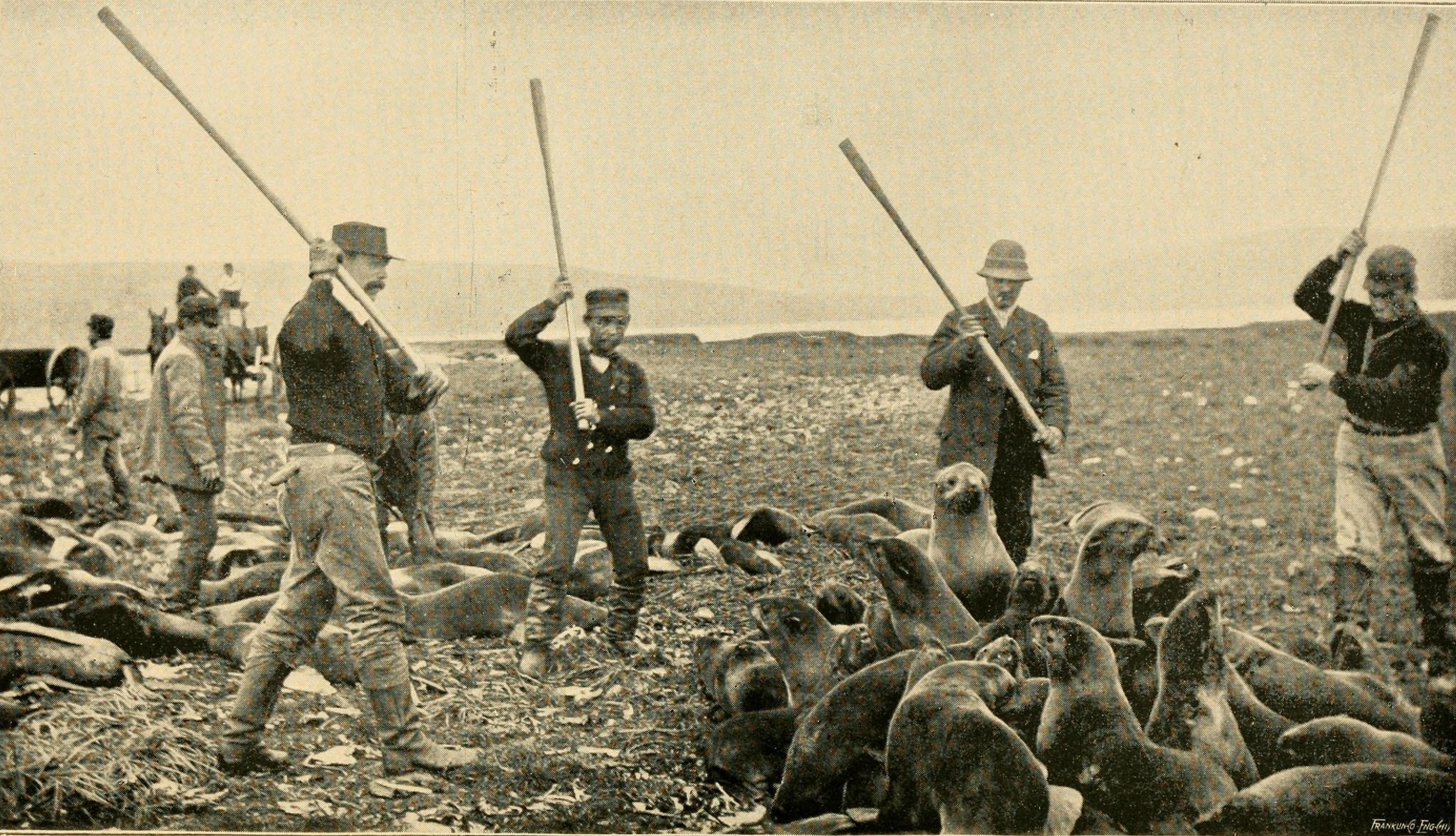
Массовое убийство морских котиков, Аляска, 1890-е годы

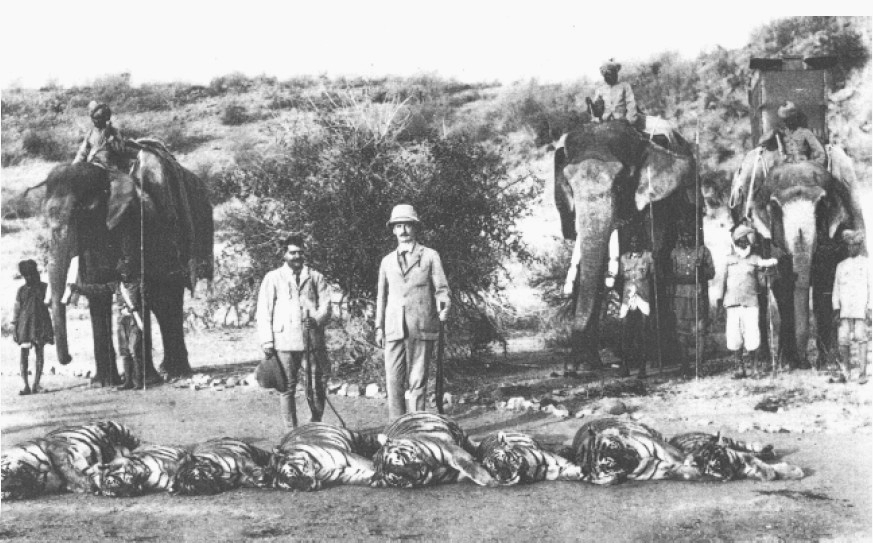
Неконтролируемая охота привела к полному исчезновению в XX веке трёх подвидов тигра и поставила под угрозу остальные, сейчас браконьерство угрожает уцелевшим его популяциям

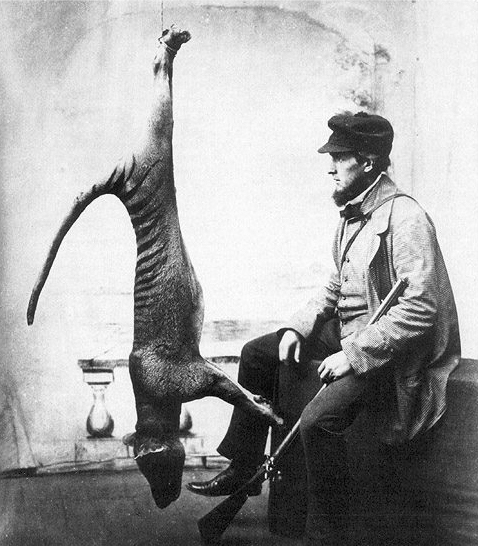
Бесконтрольное истребление сумчатых волков австралийскими фермерами, считавшими, что те нападают на их овец, привело к полному вымиранию этого вида в начале XX века

Незаконная охота и собирательство возрастают, угрожая биологическому разнообразию. Движущей силой этого является спрос на народную медицину, сувениры, домашних животных и предметы роскоши. Браконьерство привело к исчезновению многих видов животных, таких как носороги и тигры. Чрезмерная охота может сократить местную популяцию охотничьих животных более чем наполовину, а также снизить плотность популяции и может привести к исчезновению некоторых видов. Популяции, обитающие ближе к населённым пунктам, значительно больше подвержены риску истребления. Несколько природоохранных организаций, в том числе Международный фонд защиты животных и Общество защиты животных Соединённых Штатов, утверждают, что трофейные охотники, особенно из Соединённых Штатов, играют значительную роль в исчезновении жирафов, которое они называют «тихим исчезновением». Во всём мире люди охотятся в основном на взрослых животных в наиболее продуктивном возрасте и предпочитают добычу, которая является неустойчивой с экологической точки зрения. Добыча взрослых животных у человека до 14 раз выше, чем у других хищников.
Одна только охота угрожает популяциям птиц и млекопитающих во всём мире.
Всплеск массовых убийств браконьерами, вовлечёнными в незаконную торговлю слоновой костью, наряду с потерей мест обитания угрожает популяциям африканских слонов. В 1979 году их численность составляла 1,7 миллиона особей; в 2016 году уже оставалось менее 400 000 слонов. Исследователи подсчитали, что до европейской колонизации в Африке было около 20 миллионов слонов. По данным Большой переписи слонов, 30 % африканских слонов (или 144 000 особей) исчезли за семилетний период с 2007 по 2014 год. Африканские слоны могут исчезнуть к 2035 году, если масштабы браконьерства сохранятся на том же уровне.

Спад промысла трески на северо-западе Атлантического океана в 1992 г. в результате чрезмерного вылова и последующее восстановление

Рыболовство оказывало опустошающее воздействие на популяции морских организмов на протяжении сотен лет, ещё до того, как стали применяться такие высокоэффективные и разрушительные методы рыболовства, такие как траление, из-за которых опустошение водных экосистем стало особенно масштабным. Люди уникальны среди других видов в экосистемах Земли тем, что они регулярно охотятся на других взрослых высших хищников, особенно в морской среде. Особенно уязвимы такие крупные виды, как белые акулы, синие киты, обыкновенный тунец и северный гладкий кит, а также более пятидесяти видов акул и скатов. Причина в том, что коммерческое рыболовство ориентировано на вылов наиболее крупных видов морских животных. Если сохранятся нынешние темпы вылова, многие вылавливаемые виды могут вскоре исчезнуть. Это может нарушить экосистемы океана на миллионы лет.
Около 18 % морской мегафауны, включая такие виды, как большая белая акула, находятся под угрозой исчезновения из-за антропогенного давления в течение следующего столетия. При наихудшем сценарии 40 % вымрут за тот же период времени. Согласно исследованию 2021 года 71 % популяций океанических акул и скатов были уничтожены при чрезмерном вылове рыбы (основной причине вымирания фауны океанов) с 1970 по 2018 год и приближаются к «точке невозврата», поскольку 24 из 31 вида сейчас угрожает исчезновение, причём некоторые из них классифицируются как находящиеся под критической угрозой исчезновения.
Если эту закономерность не остановить, в океанах будущего не будет многих из крупнейших видов сегодняшних океанов. Многие крупные виды играют критически важную роль в экосистемах, поэтому их исчезновение может привести к экологическим каскадам, которые повлияют на структуру и функции будущих экосистем, помимо простого факта потери этих видов.Джонатан Пейн, доцент и заведующий кафедрой геологических наук Стэнфордского университета

### Инвазивные виды
С 1970 по 2019 год количество чужеродных видов во всём мире увеличилось вдвое, они угрожают местным видам и экосистемам, а также экономике и здоровью человека. Общее количество зарегистрированных чужеродных видов примерно в 30 раз больше в странах с высоким уровнем дохода, чем в странах с низким уровнем дохода. Динамика распространения инвазивных видов, похоже, сейчас выше, чем когда-либо прежде, и признаков её снижения нет. Основными причинами распространения инвазивных видов являются торговля, повышение мобильности людей, постоянная деградация среды обитания и изменение климата.
Особенно значительный урон местной фауне чужеродные виды причиняют на островах. Ещё полинезийцы завезли на острова Новой Зеландии малых крыс. Возможно, это оказало определённое влияние на некоторые виды птиц, тем не менее, ко времени прибытия первых европейцев (в XVIII веке) и колонизации ими архипелага (в XIX веке) местные виды птиц в Новой Зеландии ещё изобиловали. Европейцы привезли с собой чёрных крыс, опоссумов, кошек и куньих, которые одичав начали истреблять местные виды пернатых, некоторые из которых в процессе эволюции стали нелетающими и гнездились на земле, а другие из-за отсутствия местных хищников-млекопитающих не боялись людей и хищников и не имели защитного поведения. В итоге это привело к вымиранию нескольких эндемичных видов птиц. Нелетающий попугай какапо, самый крупный попугай в мире, в настоящее время встречается только в строго охраняемых заповедных местах. Киви также находятся под угрозой исчезновения.

### Заболевания

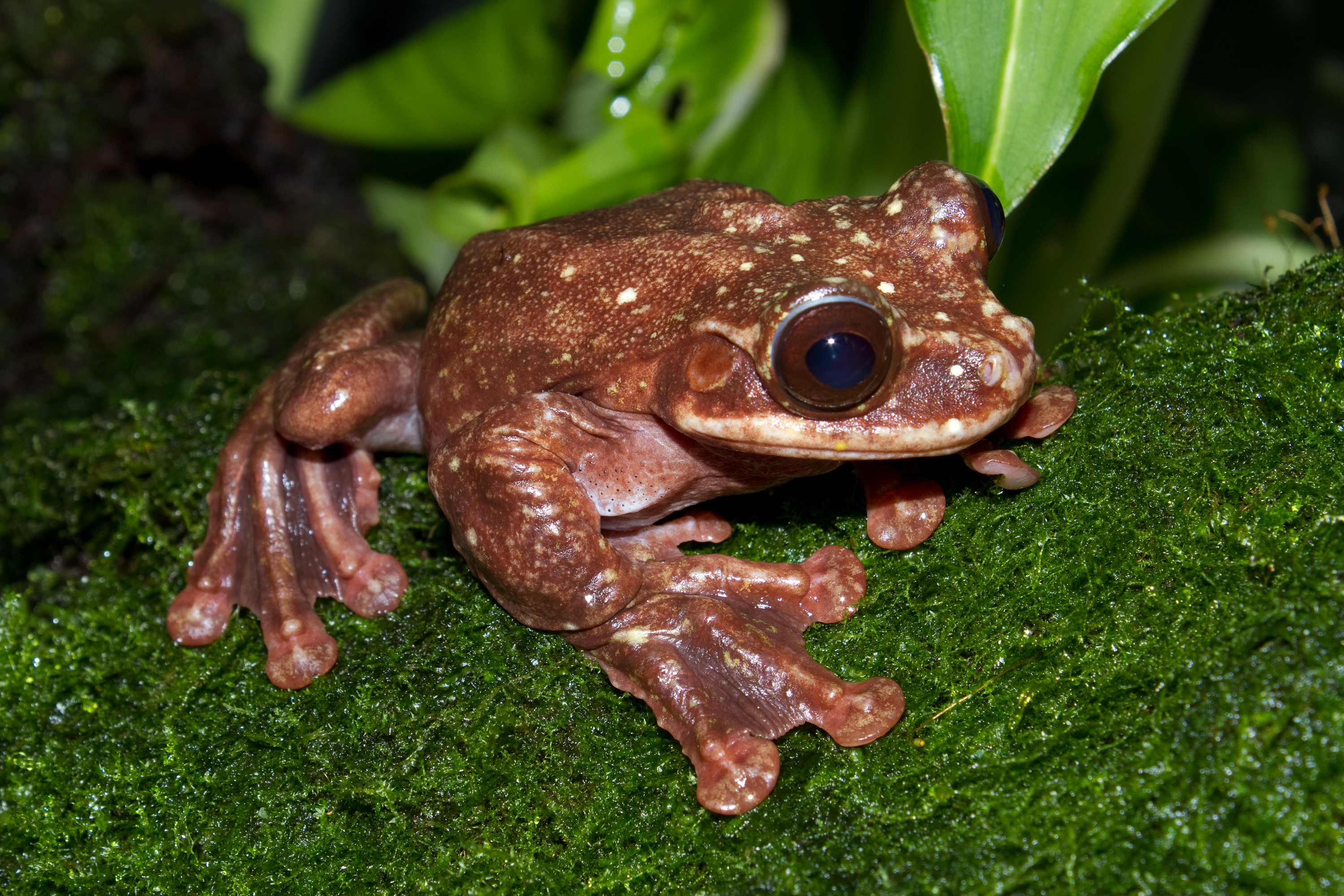
Последняя лягушка Ecnomiohyla rabborum умерла в неволе в сентябре 2016 года. Вид полностью вымер из-за эпизоотии грибкового заболевания хитридиомикоза

В последние десятилетия наблюдается распространение некоторых инфекционных заболеваний животных, часто приобретающее характер эпизоотий или даже панзоотий, из-за которых уже вымерло немало видов, а многие находятся на грани исчезновения. К ним относятся, в частности, грибковые заболевания, такие как хитридиомикоз амфибий, синдром белого носа летучих мышей и офидиомикоз змей.
Особенно широко распространилось и нанесло огромный ущерб большому количеству видов вызываемое патогенными грибками заболевание хитридиомикоз амфибий, поражающее земноводных всех трёх отрядов. Панзоотия хитридиомикоза наиболее распространилась в Центральной и Южной Америке, Восточной Австралии, на западе Северной Америки и в Южной Европе. Наиболее вероятной причиной такого глобального распространения этого заболевания стала случайная или, в некоторых случаях, преднамеренная интродукция чужеродных видов земноводных, которые являются переносчиками его возбудителей, в первую очередь вследствие международной торговли ими как домашними животными. Патогены могут попадать в окружающую среду также со сточными водами, бытовыми стоками помещений, где содержатся животные-переносчики возбудителей. В течение последних 50 лет хитридиомикоз стал причиной сокращения численности по меньшей мере 501 вида амфибий, из которых 90 видов подтверждено либо предположительно уже полностью вымерли в дикой природе, а численность ещё 124 видов сократилась более чем на 90 %. Общее число жертв хитридиомикоза учёные охарактеризовывают как «наибольшую зарегистрированную утрату биоразнообразия, связанную с заболеванием». Хитридиевый грибок Batrachochytrium dendrobatidis распространился в Австралии, Новой Зеландии, Центральной Америке и Африке, где разнообразие земноводных наиболее высокое. Вид Batrachochytrium salamandrivorans — аналогичная инфекция, угрожающая в настоящее время саламандрам.
С 2000-х годов миллионы летучих мышей в США умирают из-за грибковой инфекции, вызывающей синдром белого носа. Она распространилась от завезённых в Америку европейских летучих мышей, которые страдают от неё в значительно меньшей степени. Смертность от этого заболевания достигает 95 %, из-за чего многие популяции рукокрылых резко сократились, а некоторые виды оказались под угрозой исчезновения. По состоянию на 2019 год синдром белого носа был выявлен у 13 видов североамериканских летучих мышей, три из которых исчезающие. Эпизоотия этого заболевания стала причиной значительного сокращения численности нескольких видов, некоторые из них, такие как индианская и малая бурая ночницы, и до его появления уже были исчезающими. Ещё в 2012 году учёные прогнозировали исчезновение из-за этого заболевания по крайней мере одного вида летучих мышей. К 2008 году численность популяции летучих мышей в некоторых пещерах США сократилась более чем на 90 %, а к 2016 в некоторых местах они исчезли совсем. В 2012 году сообщалось, что от этого заболевания в Северной Америке погибло 5,7—6,7 миллионов этих животных. Такое снижение популяции летучих мышей было охарактеризовано исследователями как «беспрецедентное» в истории эволюции этих животных и как «самая серьёзная угроза для летучих мышей … из когда-либо виденных».

### Загрязнение окружающей среды
Загрязнение окружающей среды проявляется выбросами в воздух, воду или почву веществ, вредных для живых организмов. Такие вещества, токсины, попадающие в окружающую среду, вредны (токсичны) даже в малых концентрациях, они долго разлагаются и имеют серьёзные долгосрочные последствия, они могут накапливаться в организмах в пищевых цепях.
Экологические системы, подверженные загрязнению, обычно становятся более нестабильными. Загрязнение токсинами приводит в первую очередь к изменению видового состава сообществ организмов и относительной встречаемости видов. Далее изменяются конкурентные отношения между видами, численность наиболее чувствительных из них уменьшается или они вымирают, в то время как наиболее приспособленные становятся доминирующими.
Некоторые исследователи предполагают, что к 2050 году в океанах может быть больше пластика, чем рыбы по массе. Одноразовые пластиковые изделия, такие как пластиковые пакеты для покупок, составляют основную часть этих отходов, их часто могут проглатывать морские обитатели, например, морские черепахи. Эти пластиковые предметы могут распадаться на микропластик, более мелкие частицы, которые могут поражать более широкий спектр видов. Микропластик составляет основную часть Большого тихоокеанского мусорного пятна, из-за мелкого размера его частиц очищать океан от него крайне сложно.
Согласно исследованию 2018 года, мировая популяция косаток находится на грани исчезновения из-за загрязнения токсичными химическими веществами, такими как полихлорированные дифенилы (ПХД). Несмотря на то, что использование ПХД было запрещено ещё несколько десятилетий назад, эти вещества по-прежнему выбрасывается в море.
Относительно глобального загрязнения систематически измеряются лишь несколько показателей. Поэтому значительная часть выбросов в атмосферу, воду и почву от промышленности и домашних хозяйств остаётся неизвестной. Данные показывают, что глобальные уровни загрязнения увеличиваются пропорционально общему приросту населения или даже быстрее.

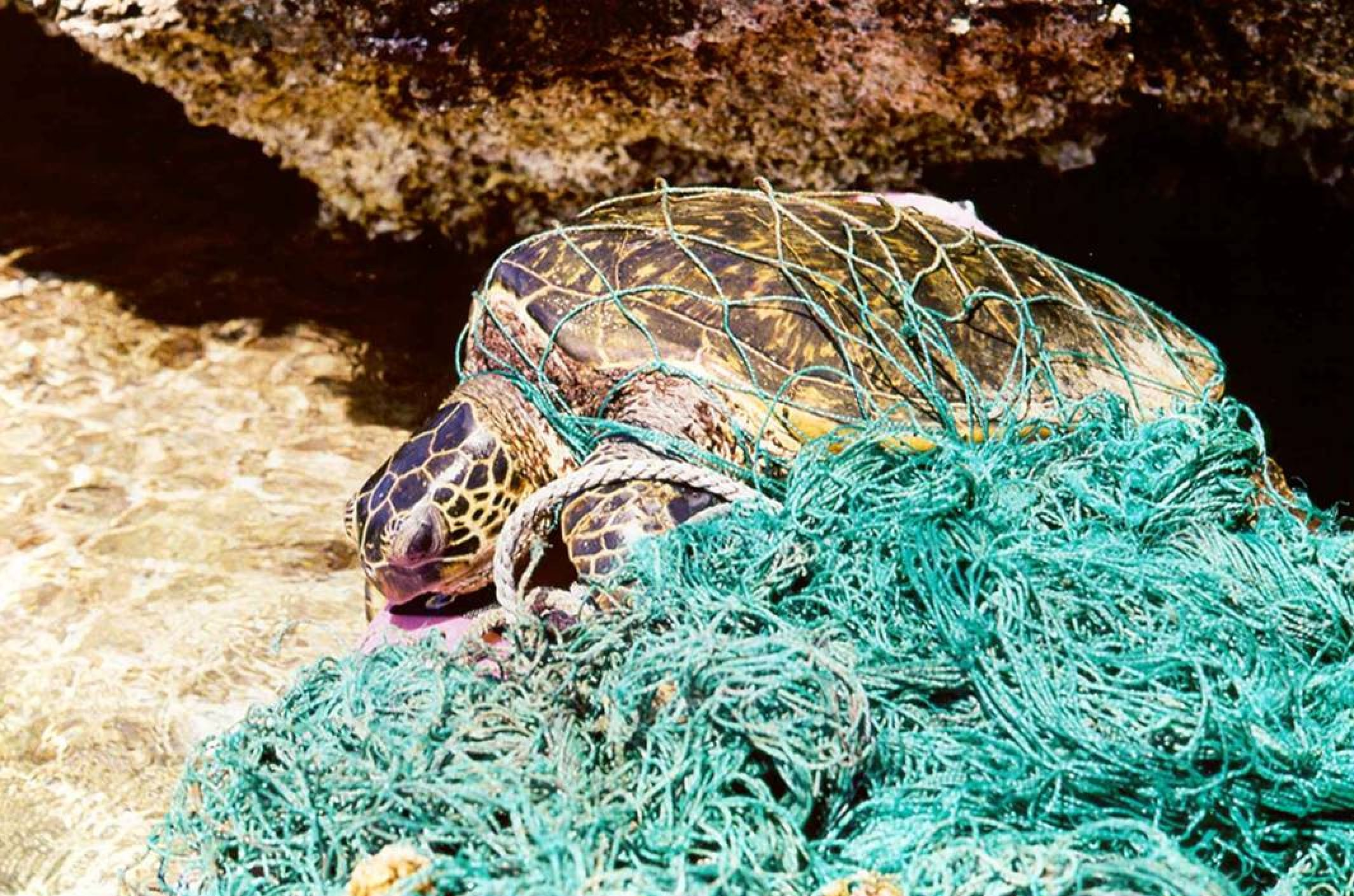
Морская черепаха логгерхед, запутавшаяся в рыболовной сети

К числу основных угроз для морских животных учёные относят морской мусор, особенно предметы из пластика, который опасен из-за его большого количества, долговечности и устойчивости в морской среде. Различные морские животные, такие как дельфины, киты, морские птицы и черепахи, нередко запутываются в брошенных сетях и верёвках, проглатывают куски пластика, принимая их за еду, или вместе с добычей. Проглатывание пластика смертельно для них, потому что оно может вызывать язвы, инфекции и даже заблокировать желудок или кишечник животного, вызывая голод и смерть. Запутывание может привести к серьёзным травмам и смерти из-за удушения или невозможности всплыть на поверхность для дыхания. Такие случаи известны у почти 700 видов морских животных, из которых не менее 17 % вымирающие или близкие к этому (например, гавайский тюлень-монах, черепаха логгерхед и серый буревестник). В сочетании с другими антропогенными факторами стресса морской мусор может оказывать существенное влияние на популяции, пищевые цепи и сообщества организмов.

### Глобальное потепление

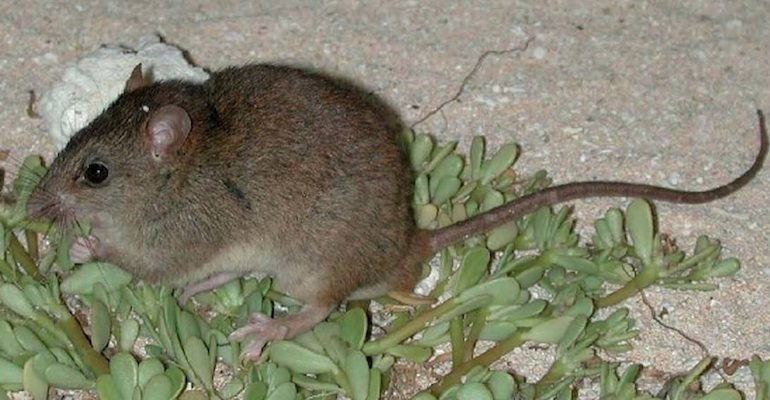
Рифовая мозаичнохвостая крыса (Melomys rubicola) была объявлена вымершей в июне 2016 года. Это первое зарегистрированное исчезновение млекопитающих из-за антропогенного изменения климата.

Ожидается, что глобальное потепление приведёт к серьёзным изменениям за относительно короткий период времени. Многие виды не смогут перебраться в районы с подходящим климатом во время средних или больших климатических изменений. Небольшие изменения климата вызовут меньше проблем. Виды, которые не способны достаточно быстро адаптироваться к новому климату, либо уменьшатся в численности, либо вымрут в определённых местах или на всём ареале. Ожидается, что к 2100 году во многих регионах произойдёт повышение смертности деревьев и сокращение площади лесов. Это связано с повышением температуры и засухой. Уменьшение площади лесов увеличивает риск сокращения биологического разнообразия.
Некоторые модельные исследования показали высокий риск лесных пожаров в некоторых частях мира при среднем глобальном потеплении ниже 4 °C. Такое потепление влечёт за собой значительное увеличение риска исчезновения видов на суше и в пресной воде. Оценка потенциальных экологических последствий потепления выше 4 °C влечёт за собой высокий риск обширной утраты биоразнообразия.
Ожидается, что изменение климата станет основным стрессовым фактором для пресноводных и морских экосистем после 2050 года. Ожидается, что воздействие будет особенно большим при средних или больших выбросах парниковых газов.
Одним из последствий антропогенных выбросов CO2 является закисление океана, которое является причиной ослабления морских экосистем. Закисление приводит к биохимическим изменениям в морских экосистемах. Закисление наиболее важно для мелководных районов морей, перенасыщенных карбонатом кальция. Уровень pH в морях упал более чем на 30 % с доиндустриальных времён. Закисление океана приводит к деградации морских организмов и их функций. Закисление влияет на способность кальцифицирующих организмов (таких как кораллы, моллюски, крабы) строить и поддерживать свои панцири и раковины из карбоната кальция, а также изменяет другие основные метаболические процессы.

## Вымирание видов в разных группах живых организмов

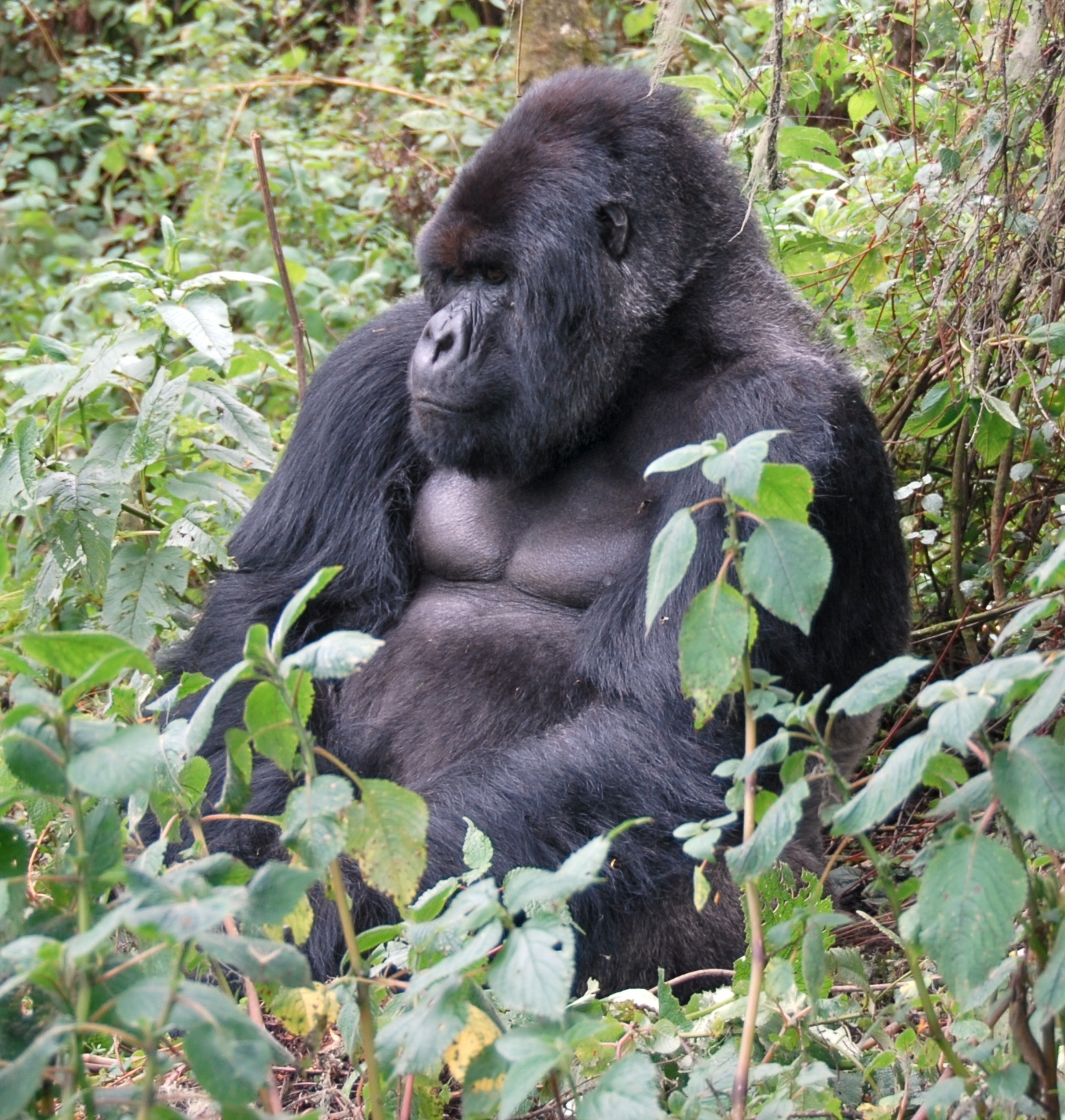
Осталось всего около 880 горных горилл. Численность популяции 75 % видов приматов сократилась, а 60 % видов находятся на грани полного вымирания из-за антропогенных факторов

По данным МСОП, более 31 000 видов живых организмов находятся под угрозой исчезновения, что составляет 27 % от всех исследованных видов. Так, под угрозой исчезновения находятся 41 % исследованных видов земноводных, 25 % млекопитающих, 33 % хвойных деревьев, 14 % птиц, 30 % акул и скатов и 33 % коралловых полипов. С XVI века было зарегистрировано вымирание 872 видов позвоночных животных. Что касается насекомых, то только документально подтверждено, что 62 вида вымерли, но для насекомых была проведена оценка только 1 % известных видов.

### Млекопитающие

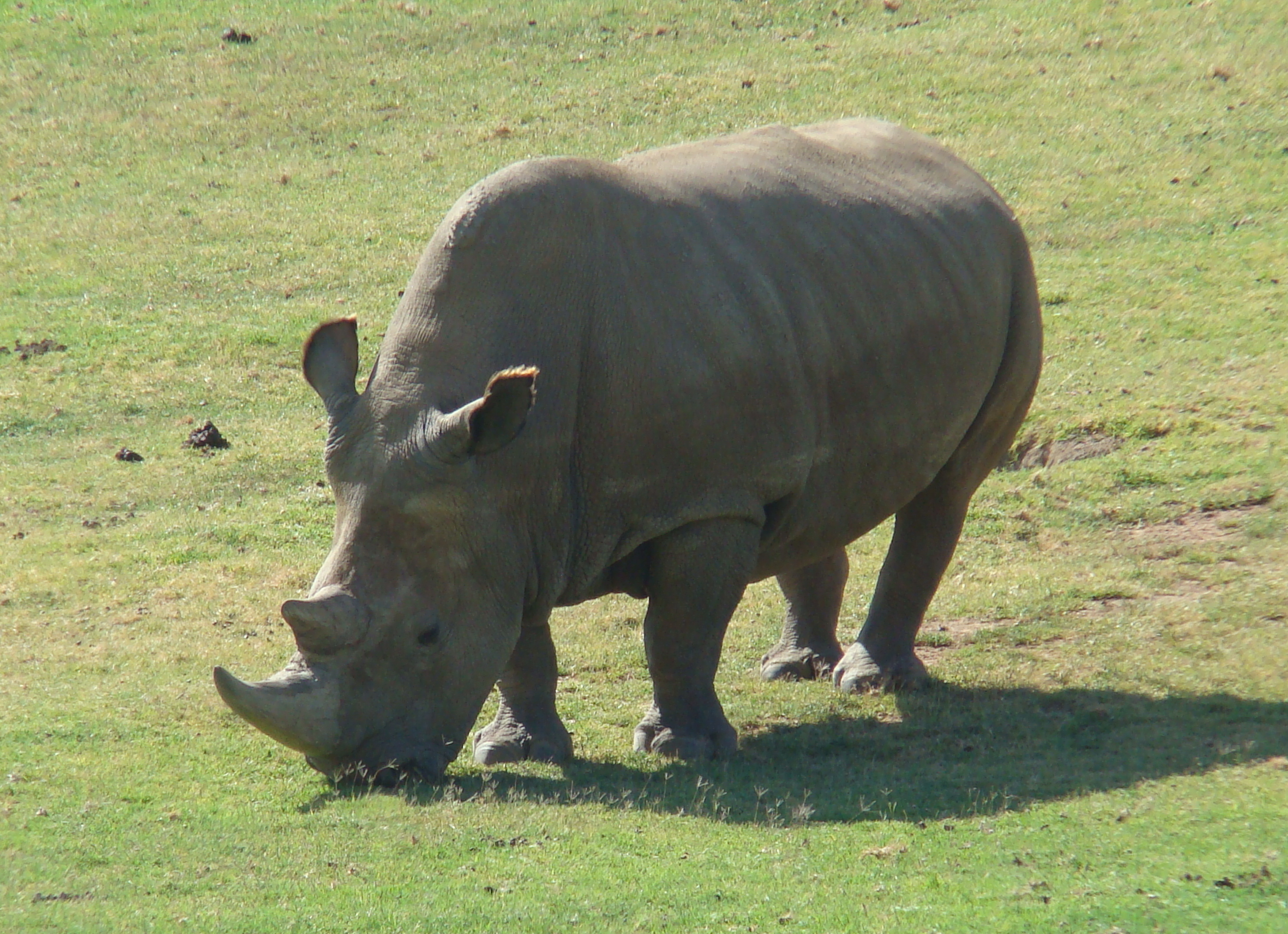
Последний самец северного белого носорога умер в марте 2018 года

По оценкам МСОП, численность популяций половины из 5491 известного вида млекопитающих сокращается, а 1131 вид, пятая часть всех видов, находится под угрозой исчезновения. В частности, под угрозой исчезновения находится почти половина видов приматов. Около 90 % видов лемуров, лори, галаго, долгопятов и обезьян обитают в тропических лесах, которые быстро исчезают. Несколько видов китообразных (китов, дельфинов и морских свиней) также находятся на грани исчезновения. Млекопитающие особенно подвержены антропогенным изменениям окружающей среды, поэтому, по оценкам, для их развития в новые виды могут потребоваться миллионы лет. В отчёте Всемирного фонда дикой природы за 2018 год указывается, что в среднем популяция всех млекопитающих сократилась на 60 % с 1970 года.
Для крупных животных охота, в частности, представляет угрозу в большинстве частей мира. Уничтожение крупных животных ради мяса и частей тела является основной причиной их уничтожения: по состоянию на 2019 год численность 70 % из 362 видов современной мегафауны сократилась. В частности, млекопитающие понесли такие серьёзные потери в результате деятельности человека, что для их восстановления может потребоваться несколько миллионов лет.
Популяции крупных кошачьих значительно сократились за последние полвека и они могут оказаться на грани исчезновения до 2050 года. По оценкам МСОП, численность львов в дикой природе сократилась с 450 000 до 25 000, леопардов — с 750 000 до 50 000, гепардов — с 45 000 до 12 000, тигров — с 50 000 до 3000 особей. В дикой природе осталось всего 7100 гепардов, они обитают на территории, составляющей лишь 9 % от их исторического ареала. К сокращению популяции гепардов привели такие антропогенные факторы как чрезмерная охота людей на добычу этих кошек, что привело к сокращению их кормовой базы, убийства гепардов фермерами, уничтожение среды обитания и незаконная торговля дикими животными. По мнению натуралиста Дерека Жубера (Dereck Joubert), соучредителя National Geographic Big Cats Initiative, «мы наблюдаем последствия воздействия на планету 7 миллиардов человек, при нынешних темпах мы потеряем больших кошек через 10—15 лет».

### Птицы

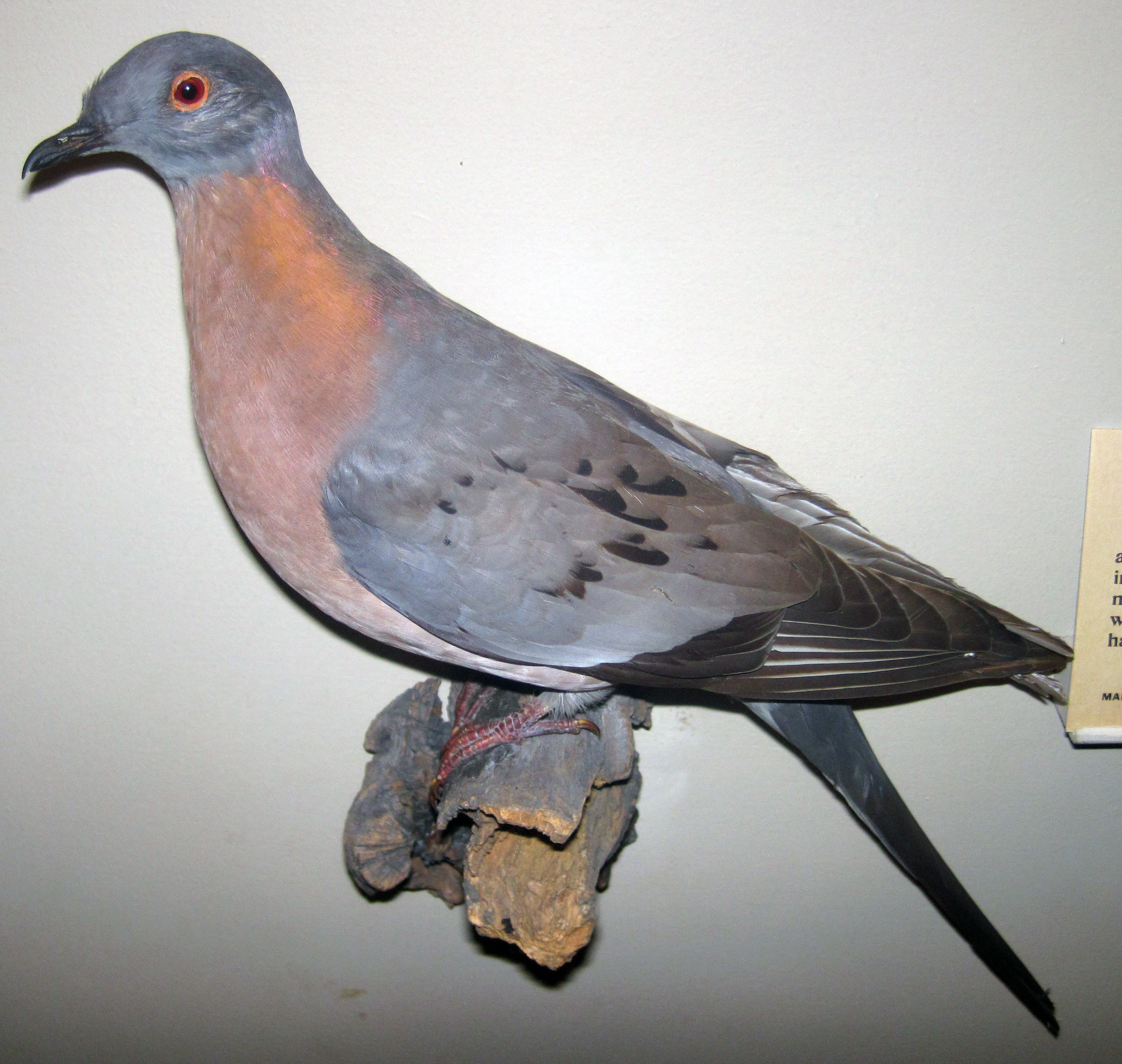
Ещё в XIX веке в Северной Америке встречались миллиардные стаи странствующих голубей. Из-за интенсивной неконтролируемой охоты и уничтожения среды обитания при расселении на континенте европейцев численность этих птиц резко сократилась уже к концу 1800-х годов, а в начале XX века вид полностью вымер.

Численность птиц сокращается почти во всех средах их обитания. Из примерно 10 000 известных в мире видов птиц по крайней мере 40 % подвержены сокращению популяций, 44 % являются стабильными, 7 % имеют увеличивающуюся популяцию, а для 8 % тенденции являются неопределёнными. 7 % уязвимы, 7 % находятся под угрозой исчезновения и 2 % находятся под угрозой исчезновения в дикой природе. С 1500 по 2018 год в дикой природе исчез 161 вид птиц, только пять из них всё ещё сохранились в неволе. Ещё 22 вида находятся под угрозой исчезновения, но статус их неизвестен. Таким образом, возможно, что 183 вида вымерли с 1500 года. По оценкам специалистов организации BirdLife International, 12 % из известных 9865 видов птиц в настоящее время в той или иной мере находятся под угрозой исчезновения, при этом 192 вида, или 2 %, имеют чрезвычайно высокий риск исчезновения в дикой природе.
Основными причинами исчезновения птиц являются деградация и потеря среды обитания из-за расширения сельскохозяйственных угодий (82 % исчезающих видов птиц находятся под серьёзной угрозой потери среды обитания), а также интенсификация сельского хозяйства, лесозаготовки, инвазивные виды, неконтролируемая охота и отлов для содержания в неволе, изменение климата, развитие инфраструктуры и урбанизация, а также многие другие воздействия. .

### Рептилии

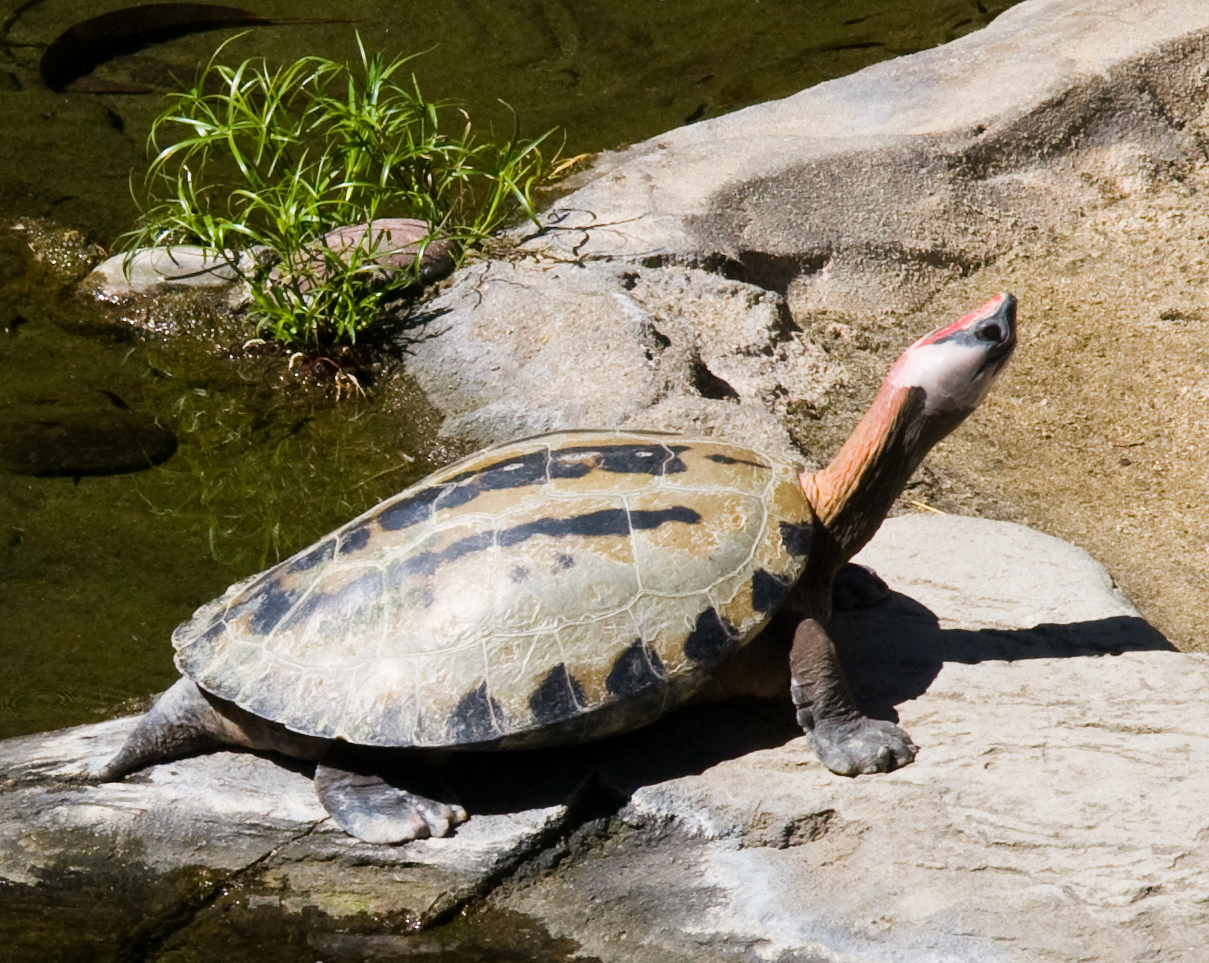
Каллагур истреблён на большей части своего ареала и находится на грани полного вымирания из-за отлова взрослых черепах, активного сбора яиц и добычи песка в местах гнездования. Почти половина всех видов черепах вымирающие, каждый пятый вид находится на грани полного исчезновения.

По данным МСОП, 1890 видов (19 %) видов рептилий всего мира находятся под угрозой исчезновения, 32 вида уже полностью вымерли. Наибольшему сокращению подверглись пресмыкающиеся на островах, по крайней мере 28 островных видов рептилий вымерли с 1600 года. Наиболее серьёзными угрозами для рептилий являются уничтожение мест обитания и инвазии чужеродных видов, которые охотятся на пресмыкающихся и конкурируют с ними за среду обитания и пищу. Значительное негативное воздействие на них оказывает также загрязнение среды обитания. Рептилии часто употребляются в пищу человеком в нескольких местах мира, особенно коренными народами в сельских районах, например, в Южной Америке, где едят различные виды змей, черепах и аллигаторов. Кроме того, рептилий отлавливают ради кожи (например, некоторые виды аллигаторов), жира, зубов (используют как и слоновые бивни), сырья для лекарств и использования живых животных в качестве домашних питомцев. Рептилии часто экспортируются в другие страны.

### Амфибии

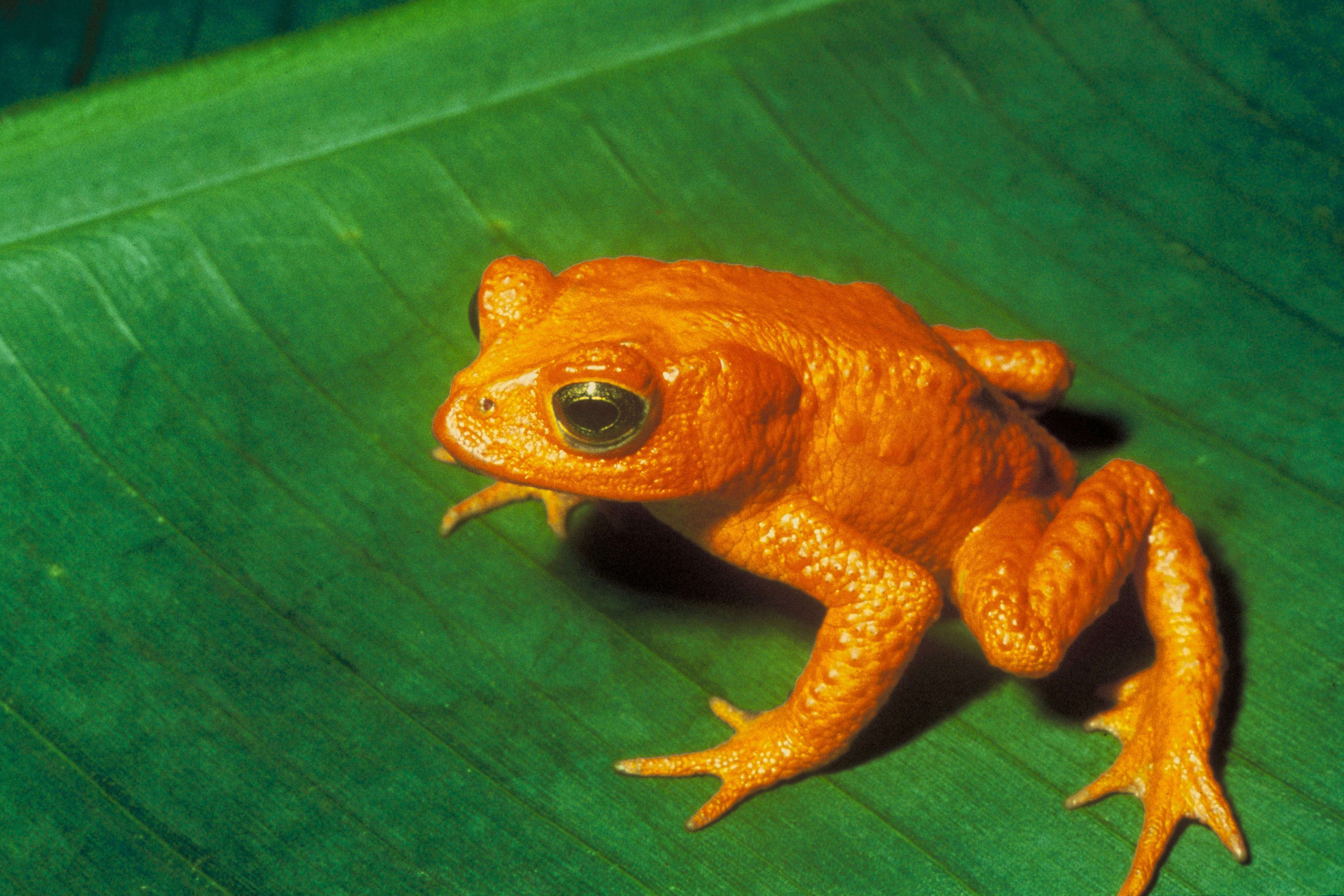
Оранжевая жаба из Коста-Рики вымерла в конце 1980-х годов из-за сочетания нескольких факторов: потепления Эль-Ниньо, эпизоотии хитридиомикоза, уничтожения среды обитания и появления инвазивных видов

Амфибии в настоящее время являются находящейся под наибольшей угрозой исчезновения группой позвоночных животных. Они просуществовали на Земле более 300 миллионов лет, пережив три массовых вымирания, но теперь могут исчезнуть, не перенеся воздействия на природу человека. Одна треть, а может и более, из примерно 6300 известных видов амфибий находится под угрозой исчезновения. Основные причины сокращения популяций амфибий связаны с инфекционными заболеваниями, такими как хитридиомикоз, уничтожением среды обитания, инвазивными видами, токсинами, присутствующими в окружающей среде из-за загрязнения, и глобальным потеплением. Исследователи предполагают, что по отдельности эти факторы могут не наносить значительного вреда, но в сочетании они приводят к снижению воспроизводства и повышению смертности земноводных.
Особая уязвимость земноводных связана, в частности, с тем, что их икра и личинки развиваются в воде, а взрослые животные в большинстве обитают на суше. Кроме того, головастики лягушек обычно растительноядны, в то время как взрослые амфибии — хищники. Всё это приводит к тому, что на протяжении жизни они взаимодействуют с разными видами пищи, хищников и паразитов. Кроме того, у земноводных влажная кожа и частично кожное дыхание, поэтому они находятся в тесном контакте с окружающей средой и могут легко пострадать от её загрязнения. Ещё одним фактором является то, что у амфибий непостоянная температура тела, поэтому они чувствительны к изменению климата. Кроме того, они привязаны к конкретной территории, поэтому в случае изменений в окружающей среде у них почти не будет возможности перебраться в другое место. Большинству видов амфибий угрожает утрата мест обитания, а некоторые виды в настоящее время размножаются только в изменённой среде обитания
Помимо уничтожения среды обитания, интродуцированных видов-конкурентов и хищников, загрязнения окружающей среды, хитридиомикоз, грибковая инфекция, случайно распространённая в результате перемещений людей, глобализации и торговли дикими животными, вызвал резкое сокращение популяций более 500 видов земноводных и, возможно, исчезновение 90 видов, включая (среди многих других) исчезновение оранжевой жабы в Коста-Рике и заботливых лягушек в Австралии, лягушек Ecnomiohyla rabborum и ателоп Цетека.

### Рыбы
По оценкам МСОП 2010 года, 1851 вид рыб, или 21 % всех известных видов, в том числе более трети всех видов акул и скатов, находится под угрозой исчезновения. Водные экосистемы во всём мире находятся под угрозой из-за постоянно растущей потребности в воде, зарегулирования рек плотинами, загрязнения водоёмов и инвазивных видов. Эти факторы угрожают видам рыб как в пресных, так и в морских водах. Исследования показали, что с 1970 года популяции мигрирующих пресноводных рыб сократились на 76 %. В целом, примерно каждый третий вид пресноводных рыб находится под угрозой исчезновения из-за деградации среды обитания по вине человека и чрезмерного вылова.

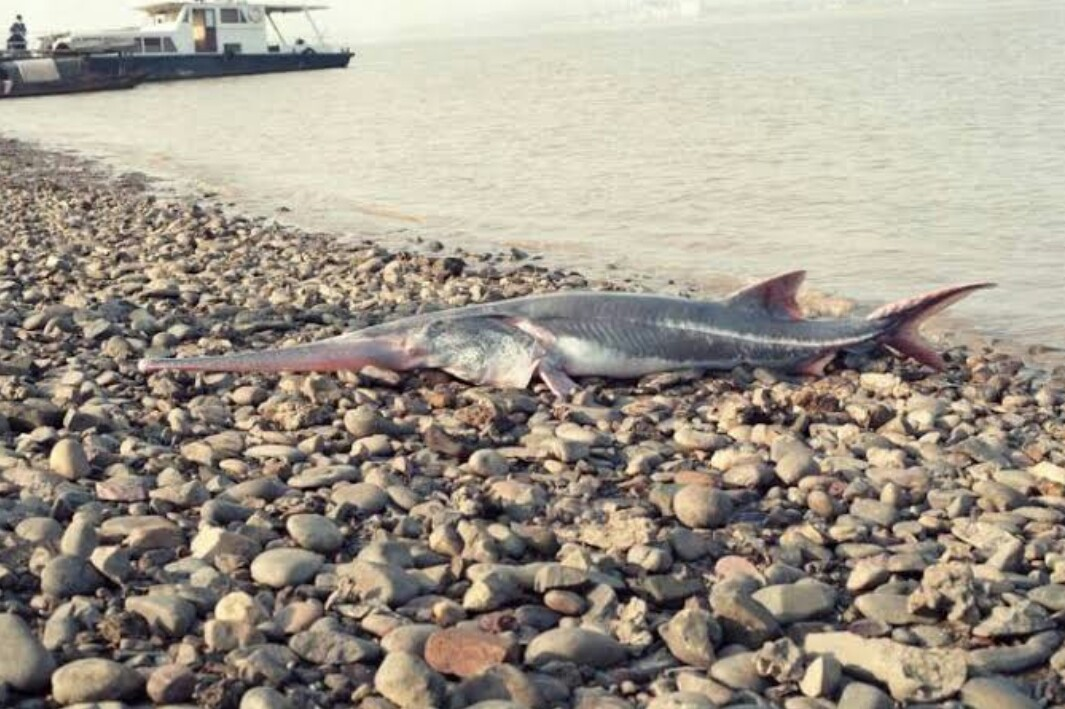
Псефур, или китайский веслонос, объявлен полностью вымершим в 2019 году. Он вымер из-за сильного загрязнения воды в реке Янцзы, чрезмерного вылова и строительства гидроэлектростанций. Меры по сохранению вида были предприняты слишком поздно.

### Беспозвоночные
Науке до сих пор точно не известно, сколько существует видов беспозвоночных, однако по оценкам учёных, они составляют около 97 % всех видов животных на Земле. Из 1,3 миллиона известных видов беспозвоночных МСОП провёл оценку около 9526 видов, было установлено, что около 30 % из них находятся под угрозой исчезновения. Множество беспозвоночных оказались под угрозой исчезновения либо уже вымерли из-за вырубки лесов, особенно из-за быстрого уничтожения тропических лесов. Пресноводные беспозвоночные находятся под серьёзной угрозой из-за загрязнения водоёмов, изъятия подземных вод и различных гидротехнических проектов. В океане количество рифообразующих кораллов сокращается с угрожающей скоростью: проведённая в 2008 году первая всеобъемлющая глобальная оценка этих животных показала, что треть рифообразующих кораллов находится под угрозой.

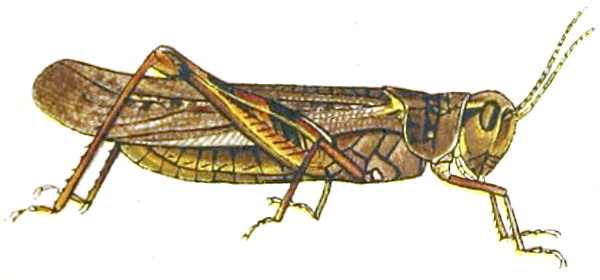
Саранча Melanoplus spretus ещё в 1875 году встречалась стаями, насчитывавшими до 12,5 триллионов особей и занимавшими площадь более 510 000 км², но уже к концу века внезапно исчезла, вероятно, из-за уничтожения мест её размножения. Последний раз её видели в 1902 году.

За последнее время резко сократилась численность насекомых. Количество этих животных ежегодно сокращалось на 2,5 % в течение последних 25—30 лет. Примером территорий с наиболее серьёзным положением может служить Пуэрто-Рико, где количество насекомых сократилось на 98 % за последние 35 лет. Одно из самых тяжёлых воздействий испытывают дневные и ночные бабочки. Так, количество видов бабочек на сельскохозяйственных угодьях в Англии сократилось на 58 %. За последние десять лет в этой стране исчезли 40 % видов насекомых и 22 % видов млекопитающих. Общая биомасса летающих насекомых в Германии с 1990 года сократилась более чем на три четверти. По оценкам учёных, численность 40 % всех видов насекомых неуклонно снижается, а треть их видов находится под угрозой полного исчезновения, ежегодно исчезает от 1 до 2 процентов насекомых. Основные причины сокращения количества насекомых связаны с интенсивными методами ведения сельского хозяйства, использованием пестицидов и с изменением климата.
Во многих экосистемах по всему миру, начиная с конца XX века, происходит сокращение численности насекомых-опылителей и других животных-опылителей. Количество опылителей, которые необходимы для выращивания 75 % продовольственных культур, сокращается во всём мире как по численности, так и по разнообразию. В период с 2007 по 2013 год более десяти миллионов ульев были покинуты пчёлами из-за разрушения пчелиных семей, в результате которого рабочие пчёлы покидают свою матку. Хотя ни одна из возможных причин этого не получила широкого признания в научном сообществе, предполагается, что приводить к этому могут: заражение клещами родов Varroa и Acarapis, недоедание, различные возбудители болезней, генетические факторы, иммунодефицит, потеря среды обитания, изменение технологий пчеловодства либо сочетание этих факторов.
Беспозвоночные играют важную роль в экосистемах. Если сокращается их количество или изменяется разнообразие, это может иметь значительные последствия для экосистем, это относится ко всему, от первичного производства до опыления и борьбы со вредителями. В то же время существует много важных групп беспозвоночных, которые вносят вклад в важнейшие функции экосистем, которые до сих пор недостаточно изучены с точки зрения утраты биоразнообразия. Примером может служить разнообразие беспозвоночных в почве, они имеют особое значение для функций экосистем в нескольких типах местообитаний, в том числе для борьбы с эрозией почвы и для круговорота питательных веществ.

### Растения

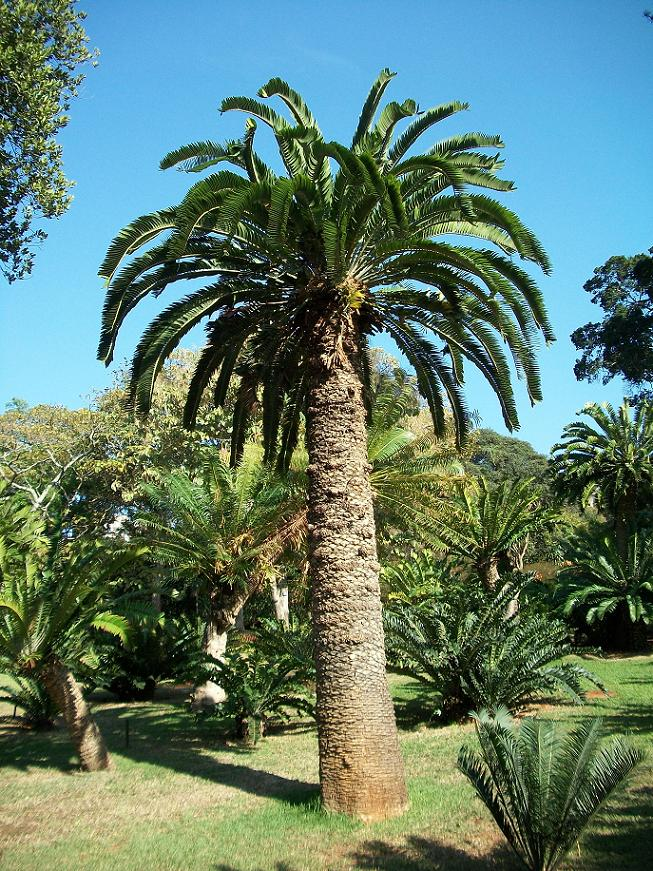
Энцефаляртос Вуда исчез в дикой природе. Все имеющиеся в культуре особи этого вида мужского пола, так как происходят от единственного последнего дикоросшего растения, изъятого из природы в 1916 году.

Растения, как и животные, также с древних времён подвергались воздействию антропогенных факторов, приводивших к сокращению их популяций. Примером вымирания растений в результате чрезмерной эксплуатации человеком ещё в древние времена может служить сильфий, исчезнувший ещё в античное время и известный лишь по описаниям авторов той эпохи и изображениям на древних монетах. Интенсивный сбор этого растения в природе и неудачные попытки его культивирования привели к его полному исчезновению ещё примерно 2 тысячи лет назад.
Многие из являющихся результатом человеческой деятельности причин, приводящих к вымиранию фауны, приводят и к исчезновению флоры. Особенно уязвимы растения перед уничтожением среды обитания, так как в случае какой-либо угрозы их местообитанию они не могут переместится на другое место. Большую угрозу представляет также интродукция чужеродных видов растений и животных. Особенно, как и в случае с животным миром, уязвима островная флора. Так, вскоре после преднамеренной интродукции в середине XIX века на небольшой остров Филлип в южной части Тихого океана коз, свиней и кроликов, что привело к деградации его растительности, полностью исчезла стреблориза прекрасная, эндемик этого острова. Несмотря на то, что ещё в начале XIX века она была широко распространена в оранжереях Европы, в культуре не сохранилась.

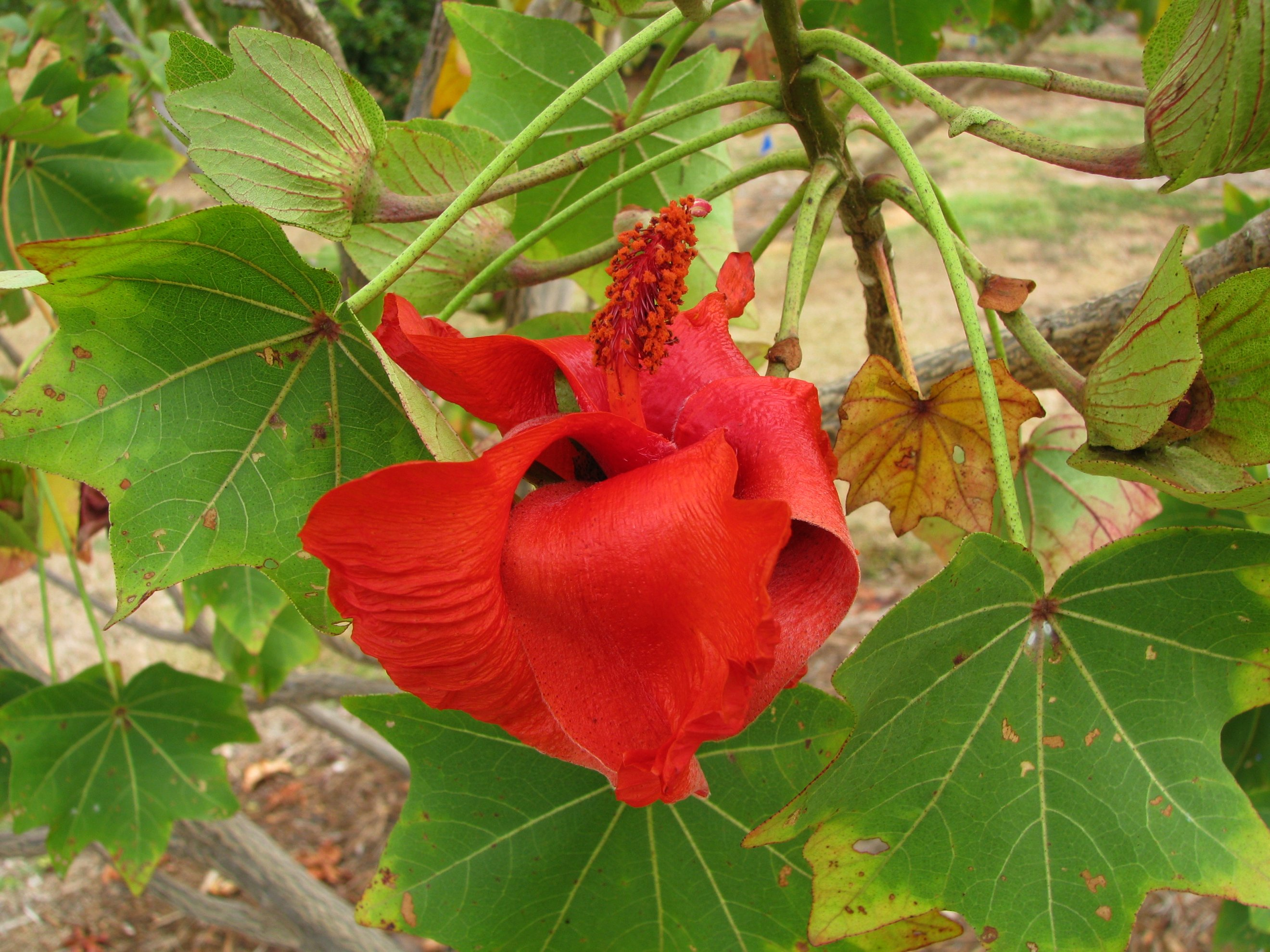
Kokia cookei, исчезнувшее в дикой природе растение с Гавайев, сохранилось только в культуре.

Из более 300 000 известных видов растений МСОП провёл оценку только 12 914 видов. В результате было установлено, что примерно 68 % из них находятся под угрозой исчезновения. Кроме того, по крайней мере 571 вид растений вымер с 1750 по 2020 год. Однако установить точно, сколько видов растений уже полностью исчезло, а сколько находятся на грани исчезновения, но всё ещё существуют, очень сложно. Исследователи считают, что на самом деле исчезнувших видов растений может быть намного больше. Причинами этого может быть то, что многие виды растений имеют очень ограниченное распространение, имеется мало растений противоположного пола или их совсем нет, или больше нет животных, которые распространяли их семена. Таким образом, эти виды также могут исчезнуть. Более того, пройдёт много лет, прежде чем будет официально установлено, что тот или иной вид вымер, и по многим видам сейчас ожидается официальное решение.

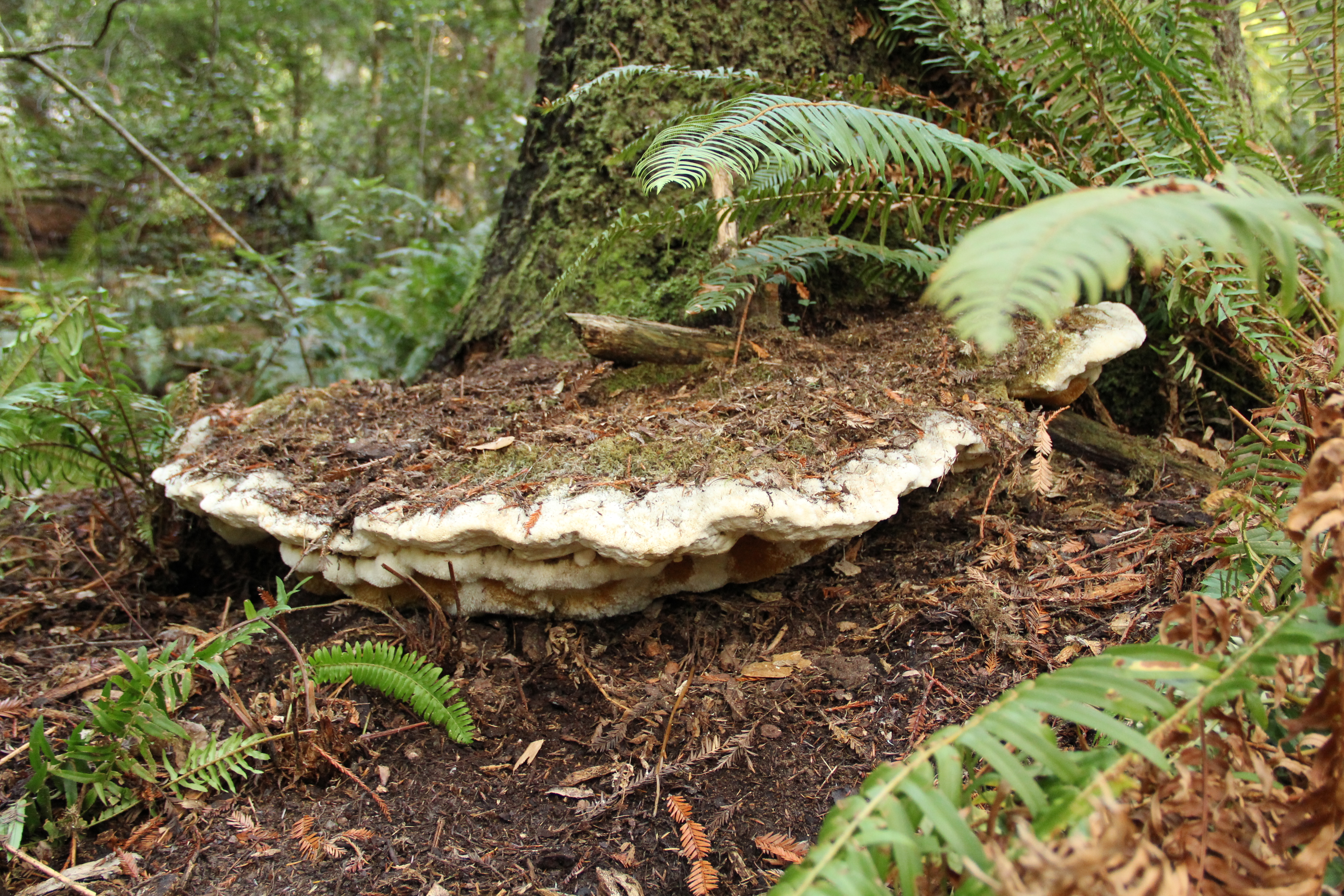
Гриб Bridgeoporus nobilissimus находится на грани полного исчезновения из-за вырубки старовозрастных пихтовых лесов, площадь которых в пределах его ареала за последнее столетие сократилась на 91 %, изменения состава леса, лесных пожаров, исчезновения достаточно старых и крупных деревьев, способных поддерживать его плодовые тела, а также непосредственного уничтожения

### Грибы
В настоящее время собрано слишком мало данных для оценки сокращения разнообразия грибов. Слишком мало известно о их распространении и экологических связях. Грибы часто невидимы, а их виды трудноразличимы. Хотя грибы распространены повсеместно и очень разнообразны, их обычно трудно обнаружить и подсчитать. Некоторые грибы не состоят ни из чего, кроме запутанной сети мицелия. Поэтому они образуют большую, но часто скрытую сеть в почве и/или других живых существах. Это затрудняет их характеризацию, картирование и мониторинг. Тем не менее, грибы подвергаются тем же угрозам, что и животные и растения, из-за изменения климата, загрязнения, чрезмерного сбора, разрушения и фрагментации среды обитания.
Впервые сокращение количества грибов было зафиксировано в 1970—80-х годах в Европе. Основными факторы этого были связаны с увеличением уровня загрязнения воздуха, которое повлияло на микоризные отношения с деревьями (симбиоз деревьев и грибов), вырубкой старых лесов и утратой пастбищ, на которых произрастали грибы. Около 10 % всех достаточно хорошо изученных видов грибов Европы (в основном это грибы, образующие хорошо видимые плодовые тела) находятся под угрозой исчезновения. О видах, произрастающих за пределами Европы, информации практически нет из-за их недостаточной изученности.
| Название систематической группы | Полностью вымершие | Вымершие в дикой природе | Находящиеся на грани полного исчезновения, вероятно уже вымершие (PE) | Находящиеся на грани полного исчезновения, вероятно вымершие в дикой природе (PEW) | Находящиеся на грани полного исчезновения | Исчезающие | Уязвимые |
| ------------------------------- | ------------------ | ------------------------ | --------------------------------------------------------------------- | ---------------------------------------------------------------------------------- | ----------------------------------------- | ---------- | -------- |
| Животные                        |                    |                          |                                                                       |                                                                                    |                                           |            |          |
| Млекопитающие                   | 85                 | 2                        | 29                                                                    | 0                                                                                  | 229                                       | 547        | 557      |
| Птицы                           | 159                | 5                        | 22                                                                    | 0                                                                                  | 225                                       | 447        | 773      |
| Пресмыкающиеся                  | 32                 | 2                        | 49                                                                    | 0                                                                                  | 433                                       | 783        | 623      |
| Земноводные                     | 35                 | 2                        | 146                                                                   | 1                                                                                  | 673                                       | 1085       | 730      |
| Лучепёрые рыбы                  | 78                 | 10                       | 125                                                                   | 6                                                                                  | 646                                       | 1008       | 1265     |
| Лопастепёрые рыбы               | 0                  | 0                        | 0                                                                     | 0                                                                                  | 1                                         | 1          | 1        |
| Хрящевые рыбы                   | 0                  | 0                        | 3                                                                     | 0                                                                                  | 89                                        | 124        | 180      |
| Миноги                          | 1                  | 0                        | 1                                                                     | 0                                                                                  | 2                                         | 4          | 2        |
| Миксины                         | 0                  | 0                        | 0                                                                     | 0                                                                                  | 1                                         | 2          | 6        |
| Насекомые                       | 58                 | 1                        | 80                                                                    | 0                                                                                  | 408                                       | 937        | 925      |
| Ногохвостки                     | 0                  | 0                        | 2                                                                     | 0                                                                                  | 2                                         | 0          | 2        |
| Губоногие многоножки            | 0                  | 0                        | 2                                                                     | 0                                                                                  | 3                                         | 5          | 1        |
| Двупарноногие многоножки        | 3                  | 0                        | 4                                                                     | 0                                                                                  | 35                                        | 32         | 15       |
| Паукообразные                   | 9                  | 0                        | 21                                                                    | 0                                                                                  | 73                                        | 107        | 71       |
| Мечехвосты                      | 0                  | 0                        | 0                                                                     | 0                                                                                  | 0                                         | 1          | 1        |
| Ракообразные                    | 11                 | 1                        | 18                                                                    | 1                                                                                  | 158                                       | 174        | 411      |
| Онихофоры                       | 0                  | 0                        | 0                                                                     | 0                                                                                  | 3                                         | 2          | 4        |
| Брюхоногие моллюски             | 267                | 14                       | 134                                                                   | 2                                                                                  | 632                                       | 527        | 1004     |
| Двустворчатые моллюски          | 32                 | 0                        | 15                                                                    | 0                                                                                  | 84                                        | 69         | 62       |
| Головоногие моллюски            | 0                  | 0                        | 0                                                                     | 0                                                                                  | 1                                         | 2          | 2        |
| Хитоны                          | 0                  | 0                        | 0                                                                     | 0                                                                                  | 0                                         | 1          | 0        |
| Бороздчатобрюхие                | 0                  | 0                        | 0                                                                     | 0                                                                                  | 0                                         | 0          | 1        |
| Морские звёзды                  | 0                  | 0                        | 0                                                                     | 0                                                                                  | 1                                         | 0          | 0        |
| Голотурии                       | 0                  | 0                        | 0                                                                     | 0                                                                                  | 0                                         | 7          | 9        |
| Кольчатые черви                 | 2                  | 0                        | 4                                                                     | 0                                                                                  | 7                                         | 13         | 8        |
| Немертины                       | 1                  | 0                        | 1                                                                     | 0                                                                                  | 1                                         | 1          | 1        |
| Ресничные черви                 | 1                  | 0                        | 0                                                                     | 0                                                                                  | 0                                         | 0          | 0        |
| Коралловые полипы               | 0                  | 0                        | 1                                                                     | 0                                                                                  | 6                                         | 26         | 202      |
| Гидроидные полипы               | 0                  | 0                        | 1                                                                     | 0                                                                                  | 1                                         | 2          | 2        |
| Растения                        |                    |                          |                                                                       |                                                                                    |                                           |            |          |
| Цветковые растения              | 116                | 37                       | 520                                                                   | 42                                                                                 | 4769                                      | 9070       | 8638     |
| Хвойные                         | 0                  | 0                        | 1                                                                     | 0                                                                                  | 29                                        | 96         | 80       |
| Саговниковые                    | 0                  | 4                        | 0                                                                     | 4                                                                                  | 53                                        | 65         | 74       |
| Гинкговые                       | 0                  | 0                        | 0                                                                     | 0                                                                                  | 0                                         | 1          | 0        |
| Гнетовидные                     | 0                  | 0                        | 0                                                                     | 0                                                                                  | 0                                         | 1          | 4        |
| Папоротниковые                  | 2                  | 1                        | 8                                                                     | 0                                                                                  | 66                                        | 88         | 84       |
| Плауновидные                    | 0                  | 0                        | 2                                                                     | 0                                                                                  | 14                                        | 12         | 16       |
| Мхи                             | 4                  | 0                        | 0                                                                     | 0                                                                                  | 39                                        | 67         | 59       |
| Флоридеевые водоросли           | 1                  | 0                        | 2                                                                     | 0                                                                                  | 6                                         | 0          | 3        |
| Остальные                       |                    |                          |                                                                       |                                                                                    |                                           |            |          |
| Бурые водоросли                 | 0                  | 0                        | 4                                                                     | 0                                                                                  | 4                                         | 1          | 1        |
| Грибы                           | 0                  | 0                        | 2                                                                     | 0                                                                                  | 28                                        | 95         | 141      |

## Прогнозы

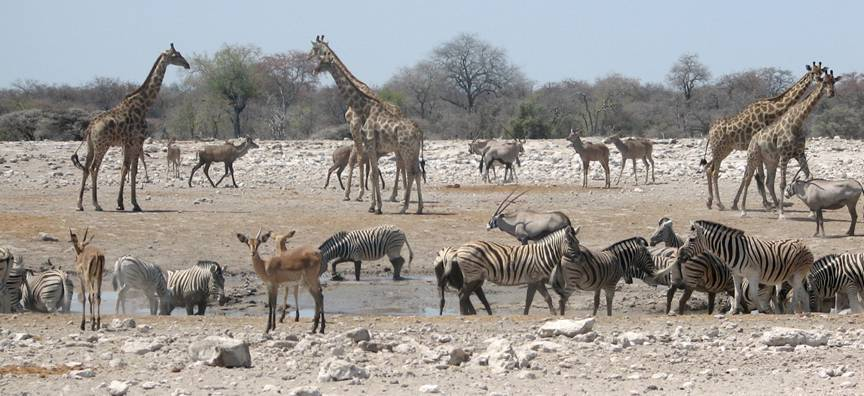
Изменение климата становится главной угрозой для биоразнообразия. Особенно уязвимы животные Африки. К 2100 году численность многих их видов может сократиться на 50 %. На фото водопой в Намибии

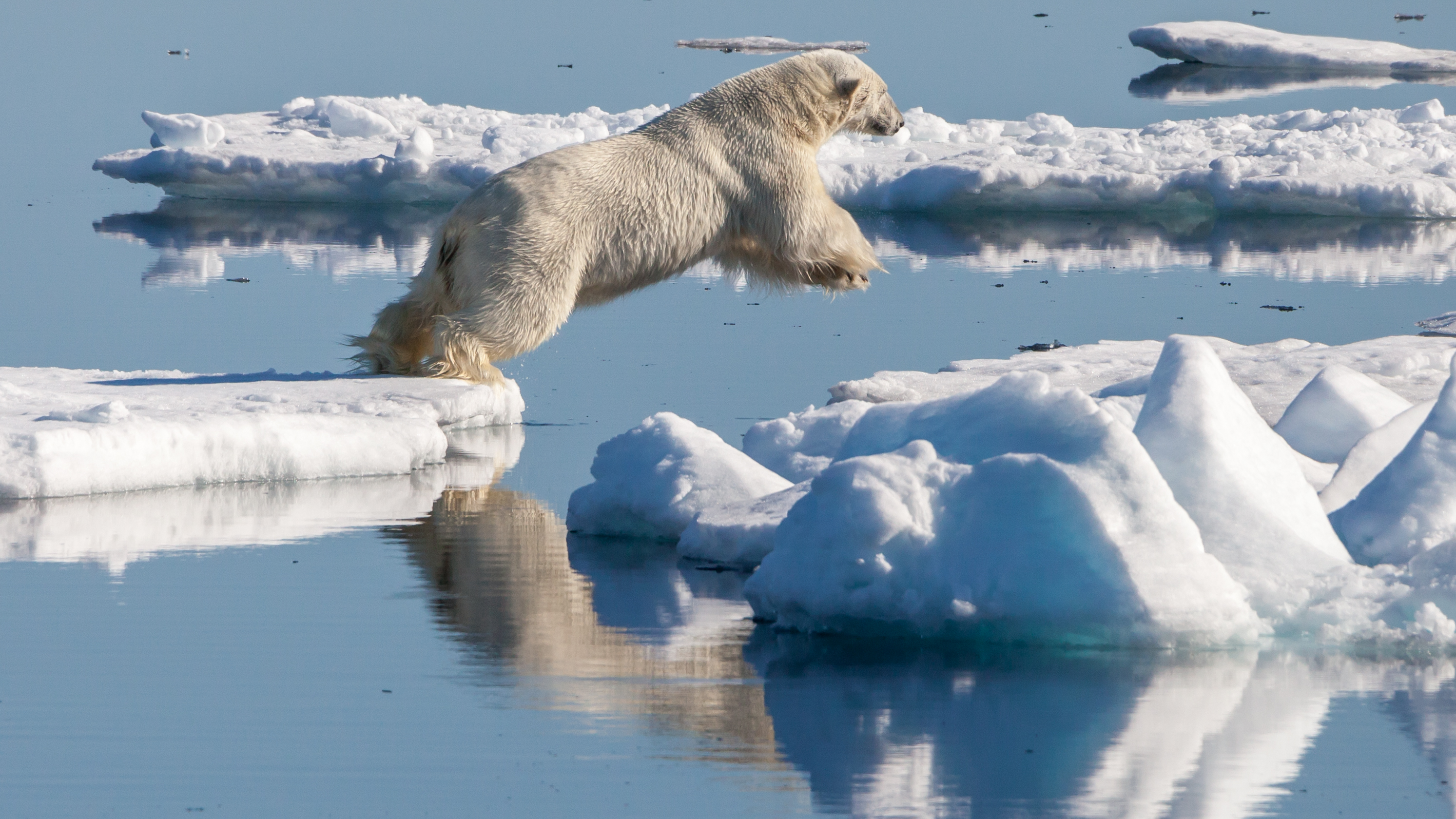
Глобальное потепление угрожает потерей среды обитания для животных Арктики, в первую очередь белых медведей, выживание которых зависит от наличия морского льда. В ближайшие 50—70 лет постоянное сокращение площади льда в теплеющей Арктике может привести к исчезновению этих хищников.

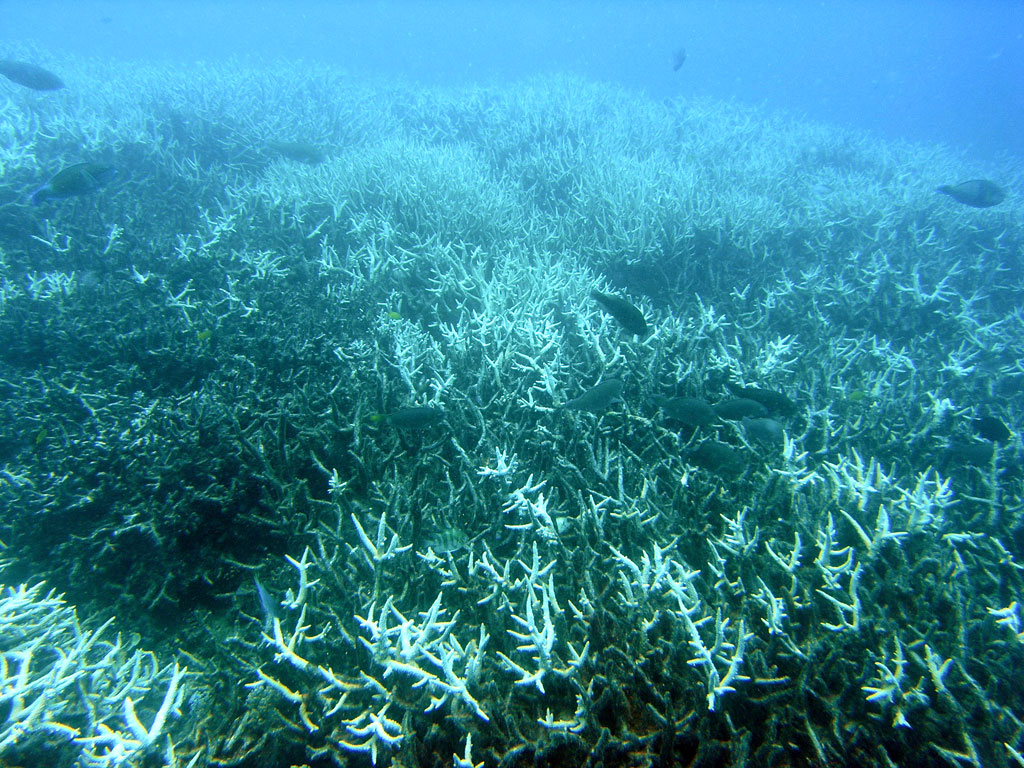
В настоящее время деятельность человека, потепление и закисление океана угрожают 75 % коралловых рифов во всём мире. По прогнозам, к 2030 году более 90 % рифов будут под угрозой, при этом почти 60 % их окажутся в критическом положении

По прогнозам учёных, более 1 миллиона видов животных и растений окажутся на грани исчезновения в ближайшие десятилетия, если не будут приняты меры по уменьшению воздействия факторов, приводящих к сокращению биоразнообразия. К тому же, если не будут приняты надлежащие меры, темпы исчезновения будут возрастать, вымирание ускорится. По мнению учёных, при нынешних темпах вымирания животных к 2200 году самыми крупными из оставшихся на Земле животных будут коровы.
В будущем можно ожидать больших потерь, вызванных сокращением богатых видами территорий, таких как тропические леса, коралловые рифы, прибрежные районы, дельты рек, водно-болотные угодья и подобные места обитания.
В исследовании «Будущее жизни» (2002) Эдвард Осборн Уилсон из Гарварда подсчитал, что если нынешние темпы разрушения биосферы человеком продолжатся, то к 2100 году половина всех высших форм жизни Земли исчезнет. По прогнозам, в ближайшем будущем вымрет несколько разных видов животных, среди них носороги, несколько видов нечеловекообразных приматов, панголины и жирафы. Были сделаны прогнозы, что более 40 % видов животных и растений в Юго-Восточной Азии могут быть уничтожены в XXI веке. Недавнее исследование бразильской Амазонии предсказывает, что, несмотря на отсутствие вымирания до сих пор, до 90 % предсказываемых вымираний произойдут в следующие 40 лет.
В Докладе о глобальной оценке биоразнообразия и экосистемных услуг Межправительственной платформы по вопросам биоразнообразия и экосистемных услуг (IPBES) ООН за 2019 год, а также в докладе WWF «Живая планета» за 2020 год прогнозируется, что изменение климата станет основной причиной вымирания видов в следующие несколько десятилетий. Предполагается, что глобальное потепление нарушит соотношение полов у многих рептилий, у которых пол зародыша зависит от температуры при инкубации яиц. Из-за глобального потепления значительно усугубится проблема распространения на новые участки среды обитания растений. Повышение температуры уже вызывает быстрые и драматические изменения в распространении растений по всему миру. Поскольку растения составляют основу экосистем и пищевых цепей, их исчезновение может иметь серьёзные последствия для всех видов, которые зависят от растений в плане питания, убежищ и выживания в целом.
Исследование учёных показало, что более 500 видов позвоночных могут исчезнуть в ближайшие два десятилетия. По мнению учёных, человечество увеличило темпы вымирания, безвозвратной потери биологических видов в несколько сотен раз по сравнению с естественными уровнями, и к концу XXI века нам угрожает потеря большинства из всех видов.
По оценкам экологов, в следующие полвека землепользование приведёт к сокращению среды обитания 1700 видов на 50 %, что ещё больше приблизит их к исчезновению. Аналогичное исследование показало, что более 1200 видов во всём мире сталкиваются с угрозами их выживанию в более чем 90 % своих мест обитания и почти наверняка вымрут без принятия действенных мер по их охране.
В марте 2018 года Межправительственная платформа по вопросам биоразнообразия и экосистемных услуг (IPBES) опубликовала последнюю оценку деградации и восстановления земель (LDRA), установив, что лишь четверть земель на Земле существенно не поддаётся воздействию человеческой деятельности. Прогнозируется, что к 2050 году эта доля уменьшится до десятой части.
По мнению некоторых исследователей, люди делают большие части планеты непригодными для жизни дикой природой. Они охарактеризовывают ситуацию как приближающийся «экологический Армагеддон», добавляя, что «если мы потеряем насекомых, всё рухнет». Сокращение численности насекомых может привести к самому высокому риску исчезновения и самой большой потере биоразнообразия среди позвоночных животных. Ожидается, что потеря насекомых будет иметь серьёзные последствия для функционирования экосистем и, в конечном итоге, для благополучия человека.
Воздействие человека на природу приводит к утрате экосистем, биоразнообразия и природных ресурсов. В своём отчёте за 2018 год WWF установил, что чрезмерное потребление ресурсов населением планеты уничтожило 60 % популяций диких животных с 1970 года и это длительное уничтожение дикой природы является чрезвычайной ситуацией, угрожающей выживанию человеческой цивилизации.
Впервые после гибели динозавров 65 миллионов лет назад мы столкнулись с глобальным массовым исчезновением дикой природы. Мы игнорируем исчезновение других видов на свой страх и риск, потому что они являются барометром, который показывает наше влияние на мир, который поддерживает нас.Майк Барретт, директор по науке и политике британского отделения WWF
По мнению учёных, современный кризис вымирания «может быть самой серьёзной экологической угрозой для существования цивилизации, поскольку он необратим» и что его ускорение «неизбежно из-за всё ещё быстрого роста численности людей и уровня потребления».

## Ослабление воздействия факторов вымирания
Несмотря на многочисленные международные научные исследования и политические соглашения, декларирующие, что сохранение и рациональное использование биологического разнообразия является глобальным приоритетом, всемирное биоразнообразие продолжает уменьшаться. Некоторые ведущие учёные выступают за то, чтобы мировое сообщество выделило для природных охраняемых территорий 30 % суши и морских акваторий планеты к 2030 году и 50 % к 2050 году, чтобы смягчить современный кризис вымирания, поскольку к середине века прогнозируется рост населения планеты до 10 миллиардов. По прогнозам, к этому времени потребление пищи и водных ресурсов человеком также увеличится вдвое. Для сравнения, по состоянию на 2018 год 14,5 % поверхности суши и 7,3 % мирового океана были официально защищены. Идея защиты половины Земли возникла в начале 1970-х годов и стала всё более набирать популярность в XXI веке. Можно выделить множество различных категорий защиты и уровней природопользования на охраняемых территориях. Защитники природы говорят, что высокие уровни защиты необходимы для обеспечения экосистемных функций, которые люди получают от природы. Хотя численность многих видов значительно сократилась, большинство из них всё ещё возможно спасти.
В ноябре 2018 года глава отдела ООН по биоразнообразию Кристиана Пашка Палмер призвала людей во всём мире оказать давление на правительства, чтобы они реализовали к 2020 году значительные меры по защите дикой природы, поскольку быстрая утрата биоразнообразия является «тихой угрозой», столь же опасной, как и глобальное потепление, но которой по сравнению с ним уделяется мало внимания. По её словам, «она отличается от изменения климата, когда люди могут почувствовать изменения в своей повседневной жизни. Что касается биологического разнообразия, то изменения не так очевидны, но к тому времени, когда люди почувствуют, что происходит, может быть уже слишком поздно». В январе 2020 года была разработана Конвенция ООН о биологическом разнообразии. Она аналогична Парижскому соглашению и направлен на то, чтобы остановить сокращение биоразнообразия и разрушение экосистем, установив крайний срок в 2030 году для защиты 30 % суши и морей Земли и уменьшить загрязнение на 50 % с целью обеспечения восстановления экосистем к 2050 году. Мир не смог достичь аналогичных целей по состоянию на 2020 год, которые были поставлены Конвенцией на саммите в Японии в 2010 году. Из 20 предложенных мер по сохранению биоразнообразия только шесть были «частично достигнуты» к установленному сроку. Ингер Андерсен, глава Программы Организации Объединённых Наций по окружающей среде, назвала это глобальным провалом:
От COVID-19 до массовых лесных пожаров, наводнений, таяния ледников и беспрецедентной жары, наша неспособность достичь целей Айти (биоразнообразие) — защитить наш дом — имеет очень реальные последствия. Мы больше не можем позволить себе отбрасывать в сторону проблемы природы.
Некоторые учёные предлагают удерживать вымирание на уровне ниже 20 в год в течение следующего столетия в качестве глобальной цели по сокращению исчезновения видов, что является эквивалентом 2 °C климатической цели, хотя она всё ещё намного выше, чем нормальная фоновая скорость, равная двум в год до начала антропогенного воздействия на мир природы. Фактически, вместо того, чтобы вводить стратегии смягчения последствий, многие правые лидеры крупных стран, включая США, Бразилию и Австралию, недавно начали проводить политику, направленную против окружающей среды.
В докладе IPBES от октября 2020 г. об «эре пандемий» сказано, что многие виды деятельности человека, способствующие утрате биоразнообразия и изменению климата, включая вырубку лесов и торговлю дикими животными, также увеличивают риск будущих пандемий. В отчёте предлагается несколько вариантов политики для снижения такого риска, таких как налогообложение производства и потребления мяса, борьба с незаконной торговлей дикими животными, исключение видов с высоким риском заболеваний из законной торговли дикими животными и отмена субсидий предприятиям, наносящим вред окружающей среде. По словам морского зоолога Джона Спайсера, «кризис COVID-19 — это не просто ещё один кризис наряду с кризисом биоразнообразия и кризисом изменения климата. Не заблуждайтесь, это один большой кризис — величайший кризис, с которым когда-либо сталкивались люди».
По мнению ведущих учёных, человечество почти наверняка столкнётся с «ужасным будущим» ухудшения здоровья, коллапса биоразнообразия, социальных потрясений, вызванных изменением климата перемен в обществе и конфликтов за ресурсы, а также истощения ресурсов, если не приложить значительных усилий и быстро не изменить промышленность и вообще человеческую деятельность.

## Сохранение вымирающих видов

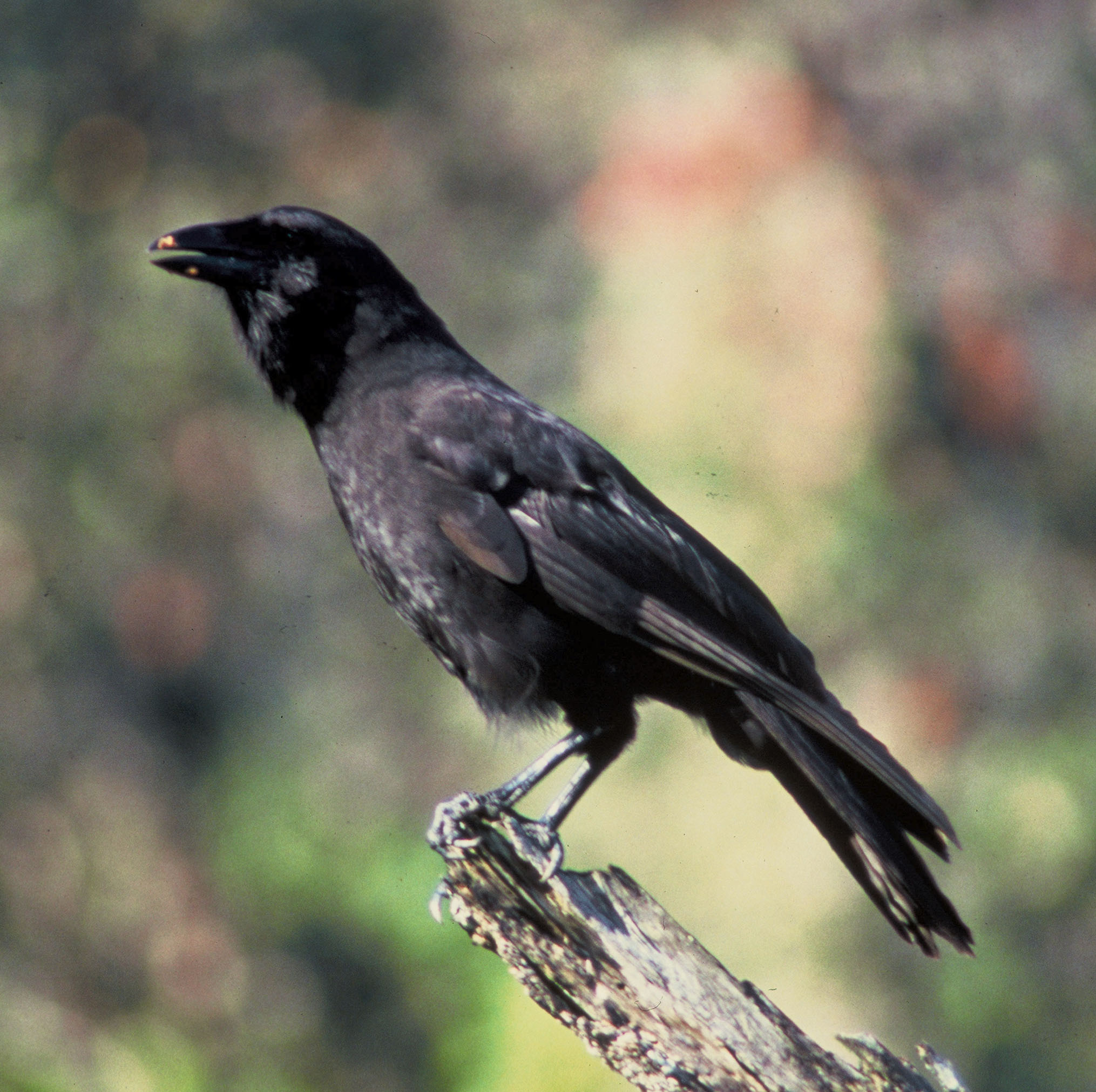
Гавайский ворон вымер в дикой природе, но благодаря тому, что некоторое количество особей сохранилось в неволе, есть надежда на выживание вида, предпринимаются попытки выпуска в природу выращенных в неволе птиц и создания жизнеспособной популяции.

Для сохранения редких и исчезающих видов животных и растений проводятся следующие основные мероприятия:
- Создание особо охраняемых природных территорий (природных заповедников, национальных парков, заказников и т. п.) для сохранения как отдельных видов, так и в целом биоценозов, необходимых для выживания исчезающих и редких видов. При этом между отдельными, особенно небольшими по площади, охраняемыми территориями необходимо создавать «зелёные коридоры» для обеспечения возможности животным перемещаться между ними, то есть возможности обмена генами между разными популяциями во избежание инбридинга и вырождения. Кроме того, для охраны редких видов насекомых и других мелких животных создаются микрозаповедники.
- Создание стабильно размножающихся популяций исчезающих видов в неволе на случай их полного исчезновения в дикой природе или исчезновения их среды обитания. Только таким образом удалось спасти от полного вымирания, например, зубра, оленя Давида, белого орикса и лошадь Пржевальского, вымерших в дикой природе, но сохранённых в зоопарках и питомниках, а затем реинтродуцированных на охраняемых территориях.
- Криоконсервация геномов исчезающих видов.
- Запрет добычи редких и исчезающих видов животных и растений на государственном и межгосударственном уровне. Ведение реального и эффективного контроля и принятие жёстких мер ответственности за нарушение природоохранного законодательства.
- Экологическое просвещение.
- Рациональное природопользование, в том числе иностранный туризм в национальных парках для получения дополнительных средств на охрану заповедных территорий и редких видов.
- Поскольку флора и фауна исчезают быстрее всего в тропических регионах Земли — Африке, Азии, Океании и Латинской Америке, где проживает наиболее бедное население мира, вынужденное для своего пропитания вырубать и выжигать под посевы и пастбища остатки тропических лесов и саванн и заниматься браконьерством, преодоление бедности в развивающихся странах является важным и для сохранения экосистем данных регионов.

189 стран, подписавших Конвенцию о биологическом разнообразии (Рио-де-Жанейрское соглашение), обязались разработать план действий по сохранению биоразнообразия, что станет первым шагом к определению конкретных исчезающих видов и местообитаний по каждой стране.

## Возможность воссоздания вымерших видов

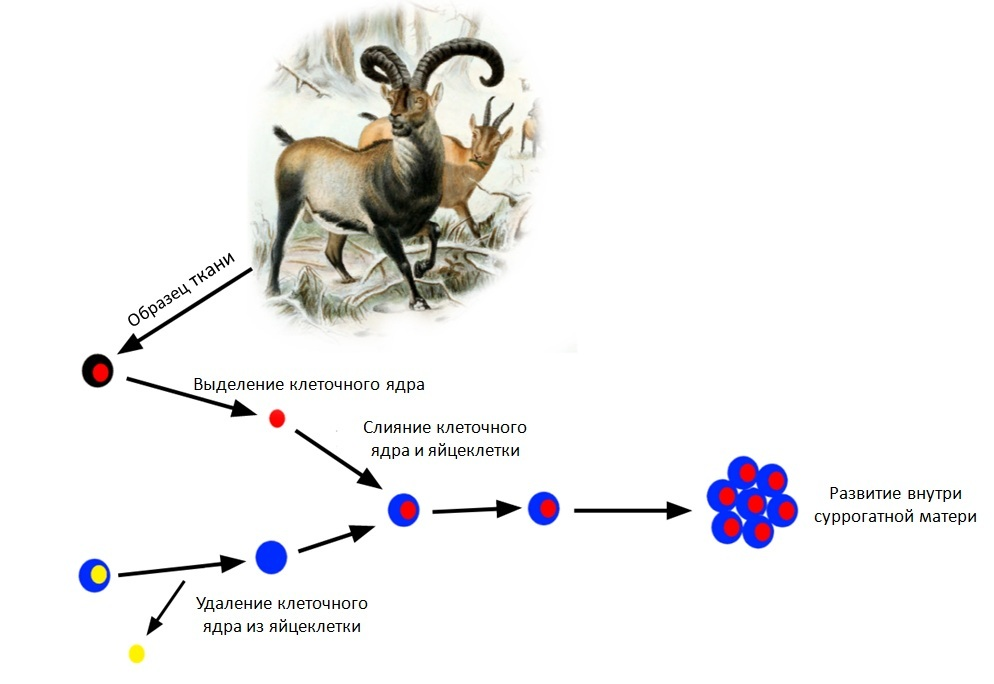
Схема процесса клонирования клеток на примере пиренейского козерога.

Для воссоздания популяций вымерших видов животных и растений теоретически может быть использовано клонирование. Для этого необходимо получить геном такого вида, который с течением времени в большинстве случаев частично или полностью разрушается. Из-за действия нуклеаз после гибели клетки большая часть ДНК фрагментируется на мелкие кусочки, которые необходимо реконструировать, по крайней мере, частично, чтобы её клонировать. Эта фрагментация означает, что полное восстановление генома вымершего вида практически невозможно. Таким образом, можно использовать только его отдельные гены и наиболее вероятным методом является вставка этих генов в эмбрион ныне существующего вида, как можно более близкородственного вымершему. Кроме того, необходимо найти также самку близкородственного вида, которая выступит в роли суррогатной матери для будущего детёныша. Из образца тканей клонируемого вида выделяют клеточное ядро с ДНК, которое вводят в яйцеклетку близкого существующего вида, предварительно удалив её собственное клеточное ядро. Затем яйцеклетку имплантируют в суррогатную мать — самку близкого вида. Уже существует ряд проектов по воскрешению вымерших животных, таких как шерстистый мамонт или сумчатый волк. Однако, до настоящего времени первым и фактически единственным успешным экспериментом по клонированию полностью вымершего подвида является «воскрешение» в 2003 году подвида пиренейского козерога Capra pyrenaica hispanica, вымершего в 2000 году. Эмбрион был успешно выношен домашней козой и родился, но из-за проблем с лёгкими умер всего через несколько минут после рождения, околев из-за врождённого дефекта лёгких. Другим, более успешным, примером клонирования диких животных является, проведённый в 2020 году, эксперимент по клонированию американского черноногого хорька, исчезающего вида из Северной Америки, насчитывающего всего несколько сотен особей. Рождённая таким методом самка этого вида по состоянию на февраль 2021 года достигла трёхмесячного возраста, нормально росла и развивалась.